# Getijdenboek van Tavernier

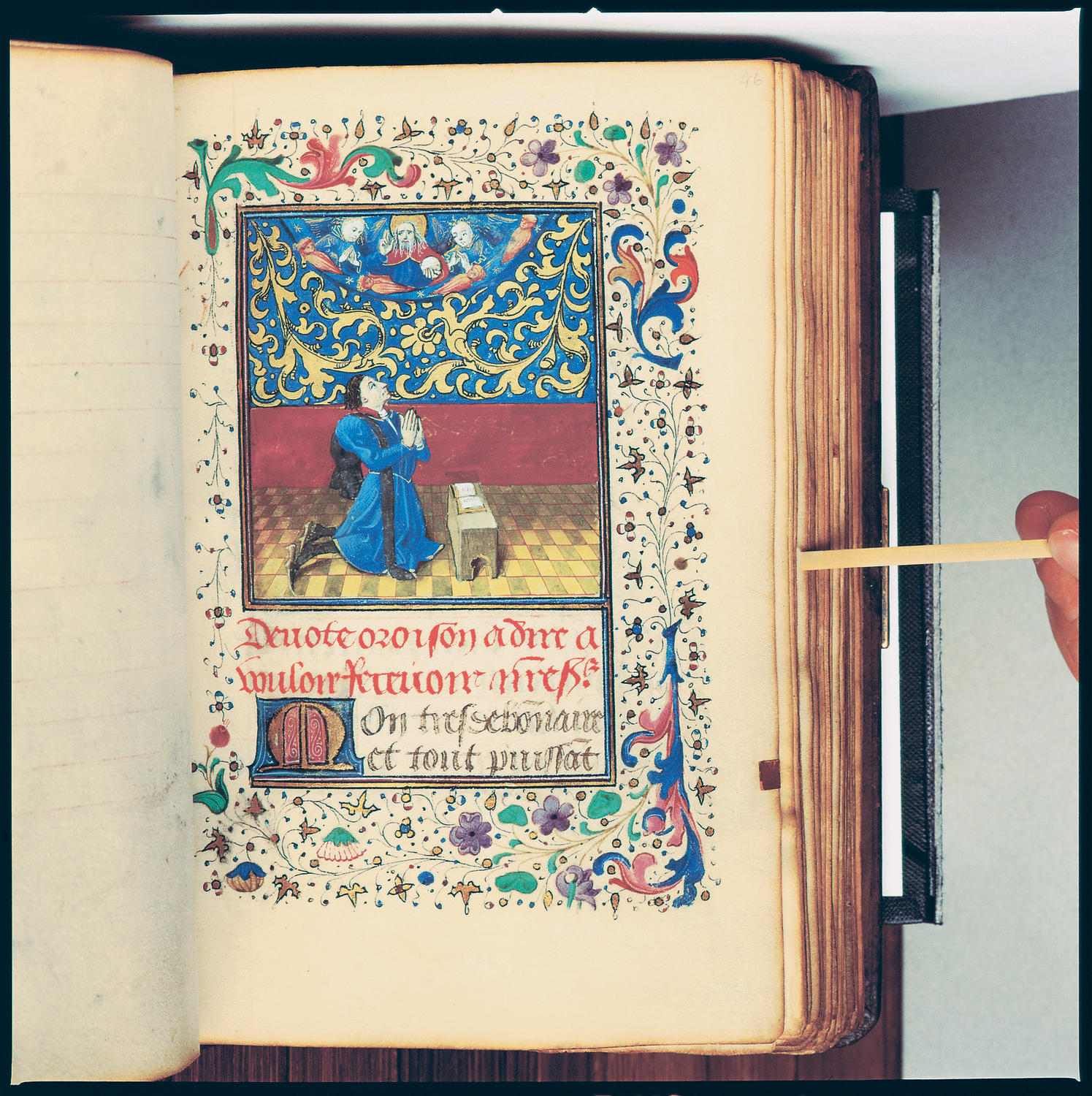
f46r: Opdrachtgever in gebed tot God de Vader

Het Getijdenboek van Tavernier is een uit het midden van 15e eeuw daterend rijkgeïllustreerd getijdenboek dat behoorde tot de Librije van Bourgondië en dat waarschijnlijk gemaakt werd in opdracht van Philips de Goede, hoewel hiervoor geen directe bewijzen voorhanden zijn. Uniek aan dit werk is, dat de originele band van het manuscript, getekend Anthonius van Gavere, bewaard is gebleven.

## Vorm

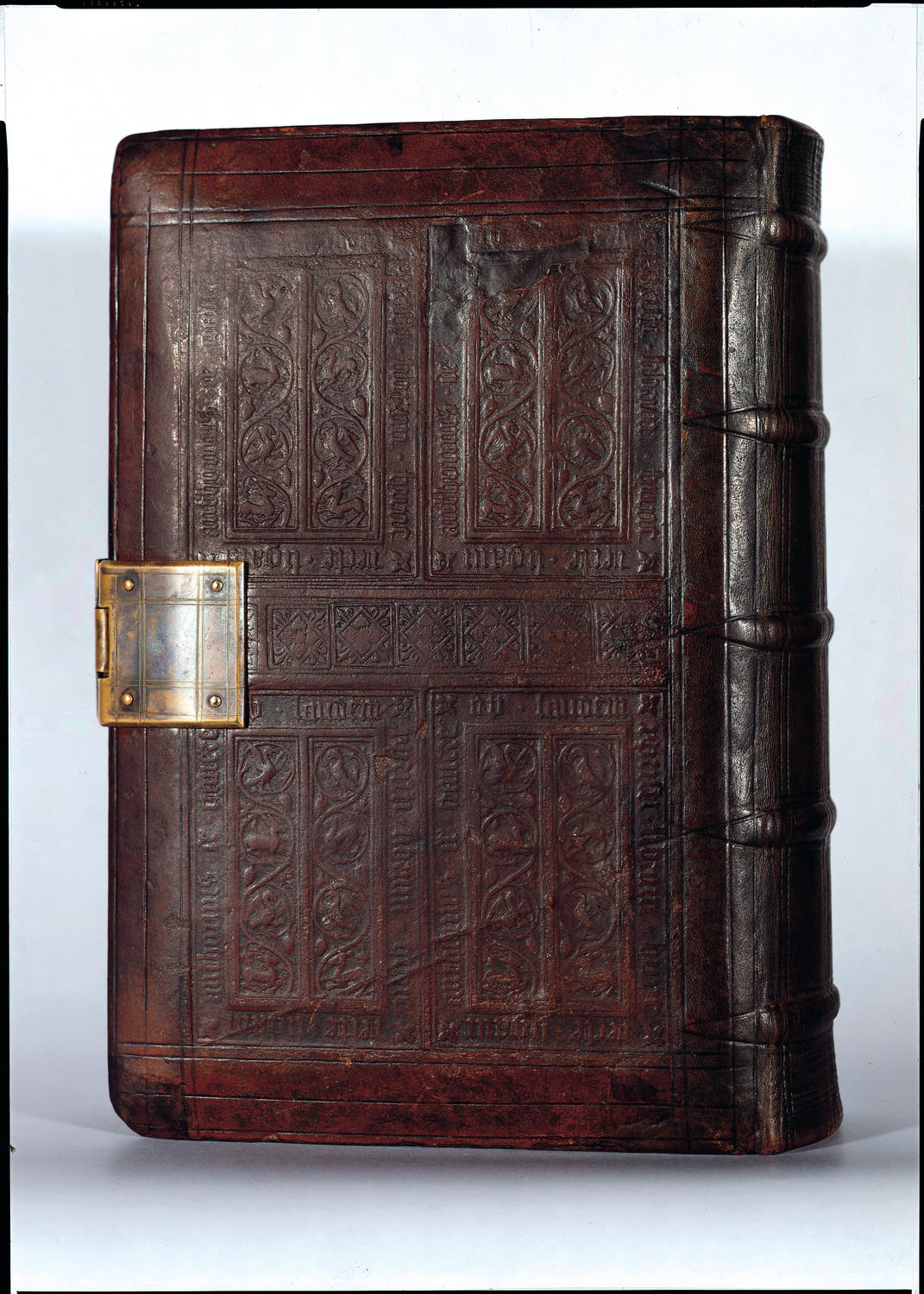
het getijdenboek Tavernier in de originele band van Anthonius van Gavere

Het boek meet 187 x 124 mm. Het bestaat uit 192 perkamenten folia van middelmatige kwaliteit. De bladspiegel meet 108 x 76 mm en bestaat uit één kolom van 14 lijnen. In het calendarium heeft het tekstblok dezelfde afmetingen maar het telt 17 lijnen. De liniëring is op twee verschillende manieren uitgevoerd, enerzijds met fijne lijnen in purperen inkt getrokken met een vaste hand en anderzijds met dikkere lijnen in het bleekroze getrokken met een meer onzekere hand. Soms komen beide vormen in een katern naast elkaar voor. De tekst is geschreven in een Bourgondische bastarda, (half-cursief) door verschillende schrijvers, hij is gesteld in het Latijn op een aantal gebeden in het Frans na.
Het handschrift is verlucht met 27 miniaturen, 5 gehistoriseerde initialen en bevat daarnaast tientallen andere initialen van verschillende types. Het is nog steeds ingebonden in een band van bruin kalfsleder over hout gemaakt door Anthonius van Gavere een Brugse boekbinder die actief was tussen 1459 en 1505.

## Geschiedenis
Dit getijdenboek werd gemaakt in opdracht van het Bourgondische hof en maakte deel uit van de Librije van Bourgondië. Het is pas het derde handschrift dat na het Congres van Wenen in 1815 kon gerecupereerd worden voor de Bibliotheek van Bourgondië en een plaats kreeg in de Koninklijke Bibliotheek van België, de erfgenaam van de Bourgondische bibliotheek, dankzij de aankoop van het handschrift door de Koning Boudewijnstichting op een veiling bij Sotheby's in 2001.
Het handschrift werd niet in één campagne vervaardigd, maar kwam tot stand in verschillende fasen en op diverse tijdstippen. Het zou bestaan uit verscheidene delen die apart tot stand kwamen en later tot één geheel werden samengevoegd. De aanzet voor het werk werd waarschijnlijk gegeven door een opdracht aan de jonge Tavernier voor het verluchten van een getijdenboek door een hooggeplaatste persoon aan het Bourgondische hof en er zijn talrijke aanwijzingen die laten vermoeden dat dit de hertog zelf zou geweest zijn. De aanwezigheid van de drie gebeden in het Frans die slechts voorkomen in twee andere gebedenboeken van de hertog, namelijk in het Getijdenboek van Philips de Goede in Den Haag en in het Klein gebedenboek van München wijzen naast andere factoren in die richting. Tavernier begon aan het werk en realiseerde een aantal miniaturen en gehistoriseerde initialen maar het boek bleef onafgewerkt in 1467 bij het overlijden van Filips de Goede.
Karel de Stoute laat de onafgewerkte boeken uit de nalatenschap van zijn vader verder afwerken, een groot aantal daarvan door Loyset Liédet. Het is Liédet die verantwoordelijk is voor de tweede fase maar hij wordt hierin bijgestaan door een andere miniaturist die tot op heden niet geïdentificeerd werd.
In een derde fase wordt de standaard inhoud van een getijdenboek (Mariagetijden, Boetepsalmen, Litanie en Dodenofficie aan het handschrift toegevoegd. Dit gedeelte wijkt erg af van de voorgaande kapittels in de stijl en de omlijsting van de miniaturen en ook in de randversiering. De illustraties bij deze teksten worden opnieuw toegeschreven aan Jan Tavernier, maar de stijl is duidelijk verschillend en te dateren voor de eerste uitvoeringsfase. Het feit dat er binnen deze groep van teksten nog een katern zit dat qua tekstversiering volledig verschillend is van de rest van het manuscript wijst op een hergebruik van katernen uit andere door Jan Tavernier verluchte getijdenboeken.
Uiteindelijk zal men trachten het werk een meer eenvormig uitzicht te geven door in de later toegevoegde katernen, initialen in penwerk te overschilderen om ze meer gelijkend te maken met de initialen in het eerste deel van het werk. Bij het uiteindelijke samenvoegen van de teksten zijn de gebeden niet altijd op de gebruikelijke plaats toegevoegd.
De codex verdween in de zestiende eeuw en duikt pas terug op in 1989 als het door James Brockman werd gerestaureerd in opdracht van een anonieme verzamelaar. Daarna kwam het boek terecht bij Heribert Tischer een boekhandelaar in Rotthalmünster die het verkocht aan J.R.Ritman voor zijn Bibliotheca Philosophica Hermetica in Amsterdam. Het handschrift werd aangekocht door de Koning Boudewijnstichting op een veiling bij Sotheby’s op 21 juni 2001 en in bewaring gegeven bij de Koninklijke Bibliotheek van België.

## Inhoud
De ordening van de teksten is tamelijk atypisch. Normaal vinden we in een getijdenboek de kalender gevolgd door uittreksels uit de evangelies. Vervolgens komen meestal de Gebeden tot de Heilige Maagd (O intimerata en Obsecro te), de Mariagetijden, de Boetepsalmen met de Litanie van alle Heiligen en het Dodenofficie. Na de Mariagetijden worden eventueel andere getijden zoals de Kruisgetijden of de Getijden van de Heilige Geest toegevoegd. In dit getijdenboek vinden we de volgende secties:
- ff. 3r-14v: Calendarium
- ff.16r-25r: Fragment uit de evangeliën (Johannes, Lucas, Marcus, Mattheus)
- ff. 27r-38r: Gebeden tot diverse heiligen
- ff. 39r-44r: Gebeden tot de H. Maagd (Obsecro te)
- ff. 46r-57r: Bijzondere gebeden in het Frans
- ff. 58r-62v: Korte getijden van de Heilige Geest
- ff. 64r-69v: Korte getijden van het Heilig Kruis
- ff. 71r-132v: Mariagetijden
- ff. 133r-146v: Boetepsalmen
- ff. 146v-154v: Litanie
- ff. 155r-156r: Gebed tot de Drievuldigheid
- ff. 157r-176v: Dodenofficie
- ff. 179r-187r: Diverse gebeden

Het liturgisch gebruik van het Mariagetijde in het Tavernier getijdenboek is vrij uniek en onbekend. Ook het calendarium biedt geen houvast voor het plaatsen van het getijdenboek. Het volgt van januari tot midden maart en van midden april tot eind juni een Parijs model dat ook gebruikt werd in andere gebedenboeken van Filips de Goede. De rest is opgebouwd volgens het Franse model, waarbij voor elke dag een heilige wordt opgesomd, maar qua inhoud grotendeels gebaseerd op een Romeinse kalender. Een volledig ingevulde kalender was in de Nederlanden in getijdenboeken niet gebruikelijk, daar gaf men de voorkeur aan calendaria waarbij alleen de bijzonderste feestdagen waren ingevuld.
In de litanie komt een groot aantal heiligen voor die vereerd werden in Bourgondië en het oosten van Frankrijk, maar ook Maria Cleophas en Maria Salome, de zusters van Maria komen voor in de litanie en dat is atypisch voor Dijon. Dus ook hier, zoals bij de kalender wijst dit in de richting van twee leggers die zouden gebruikt zijn voor het samenstellen van de tekst.

## Verluchting
Men kan een aantal miniaturen uit het handschrift raadplegen in het PDF-bestand van de Koning Boudewijnstichting opgegeven in de weblinks.

### Mariagetijden
De versiering en de miniaturen in een getijdenboek dienden niet uitsluitend voor het mooier maken van het handschrift. De middeleeuwers hadden nog niet de inhoudslijst uitgevonden, de miniaturen en versieringen werden dan ook gebruikt om de gebruiker van het boek wegwijs te maken in de inhoud. Hiervoor werd, streekgebonden, meestal een vast programma van illustraties gebruikt.
Het Tavernier Getijdenboek gebruikt de volgende cyclus:
- f71r: Metten: De annunciatie[13]
- f83v: Lauden: Maria-Visitatie[14]
- f96v: Priem: Geboorte van Christus
- f103v: Terts: De Aankondiging aan de herders
- f112v: None: De aanbidding der wijzen
- f116v: Vespers: De vlucht naar Egypte
- f125v: Completen: Moord op de onnozele kinderen

De miniatuur voor de sext ontbreekt.

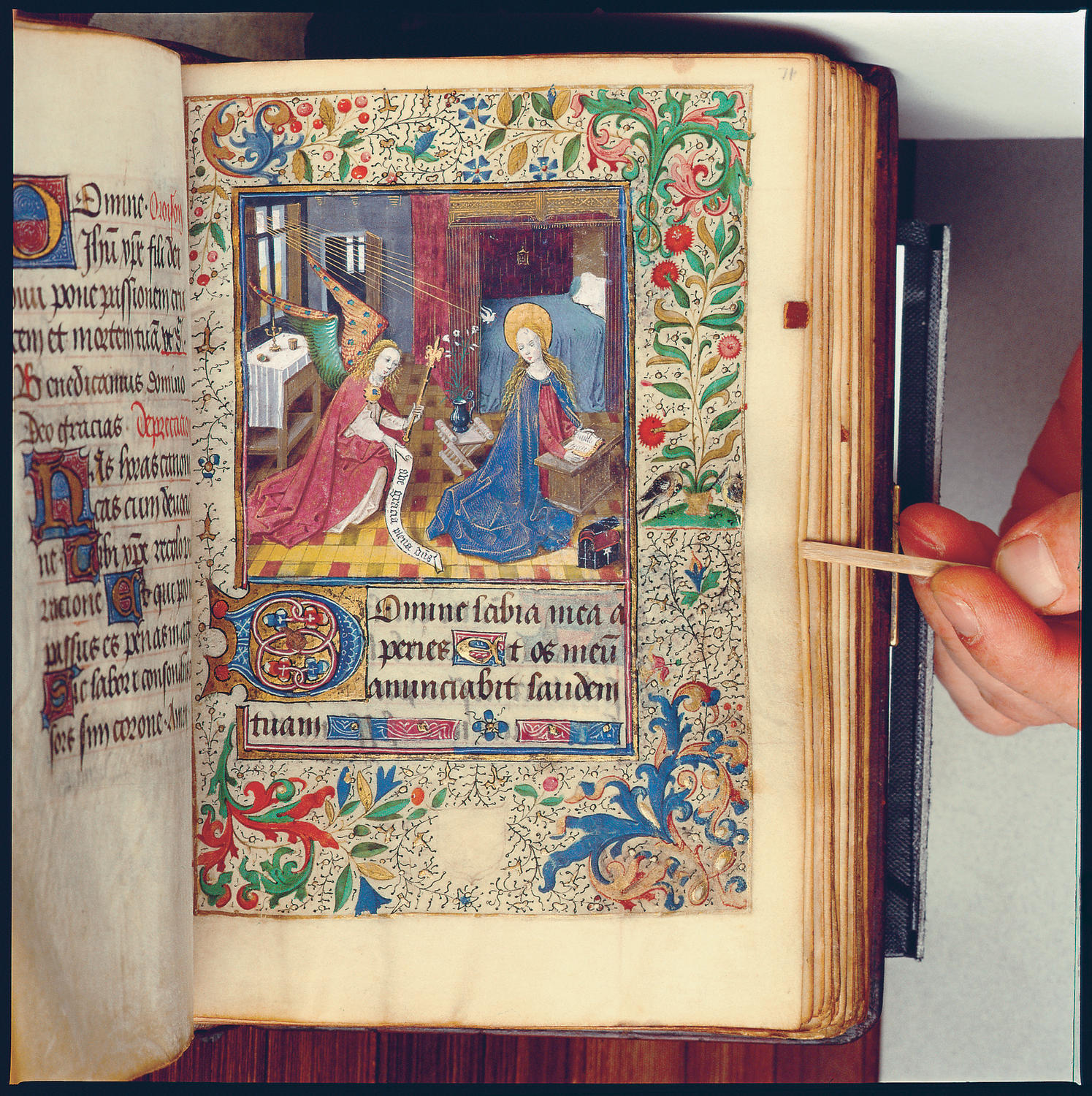
f71r: De annunciatie
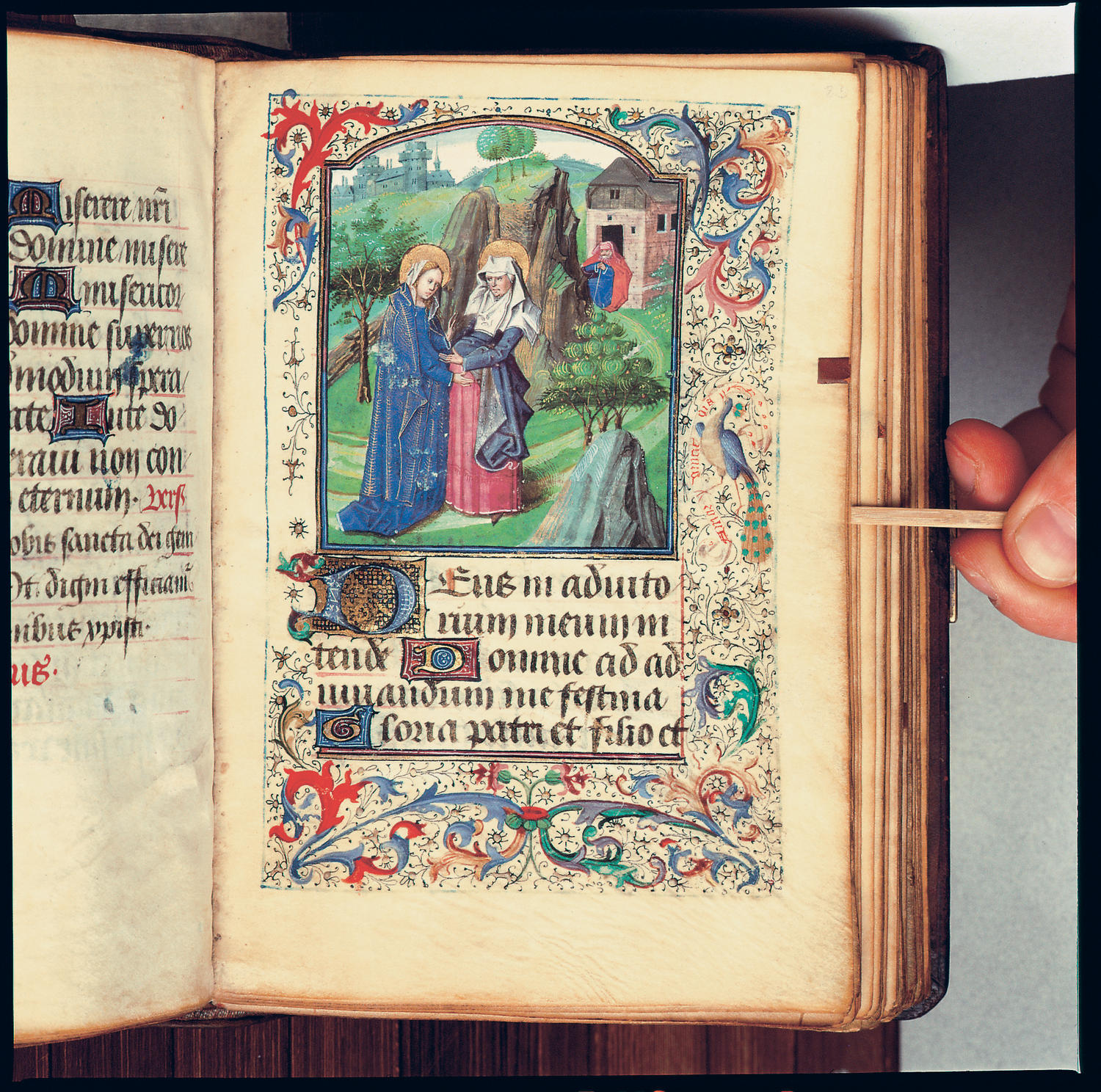
f83v: Maria bezoekt haar nicht Elisabeth
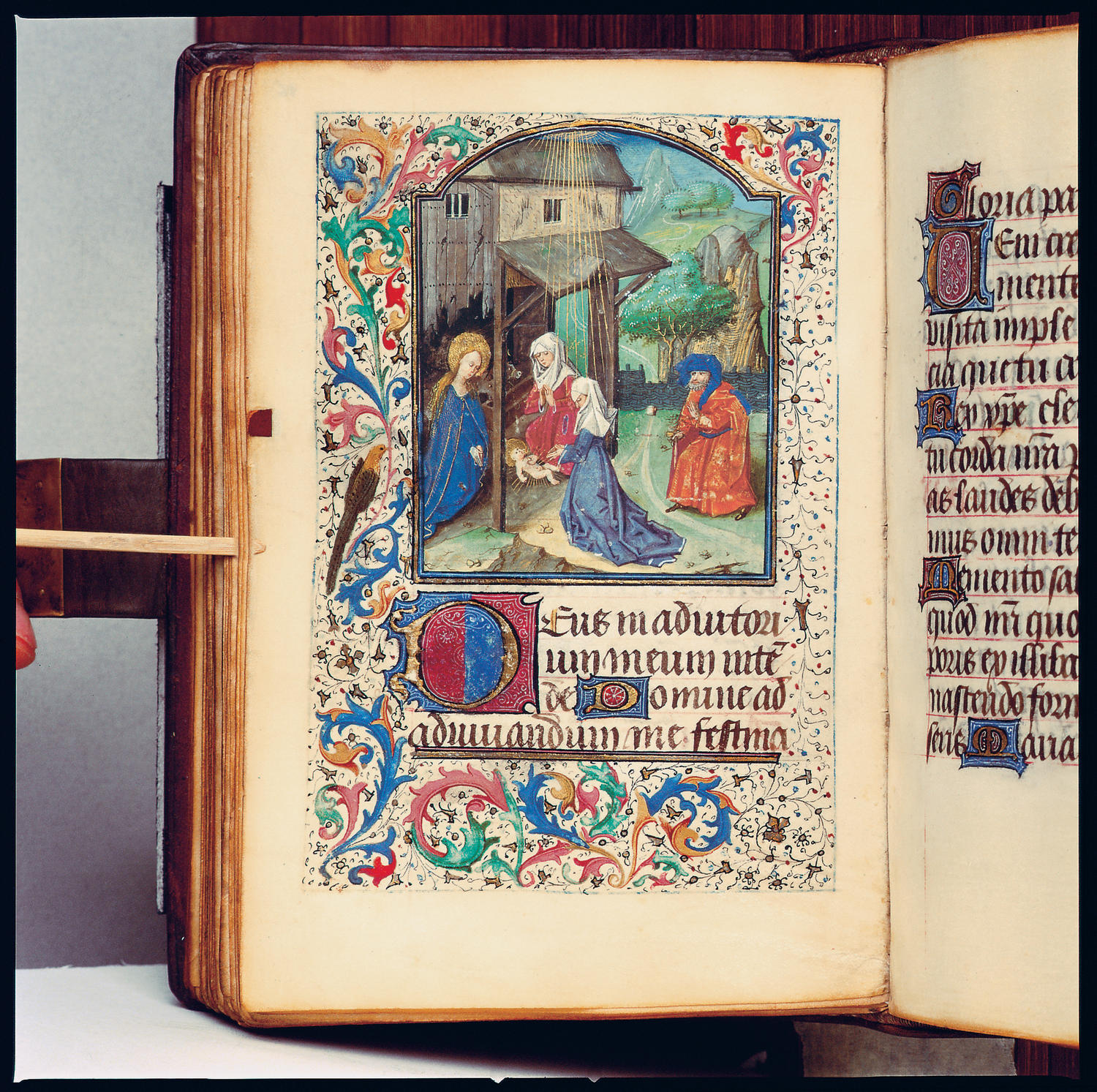
f96v: Geboorte van Christus
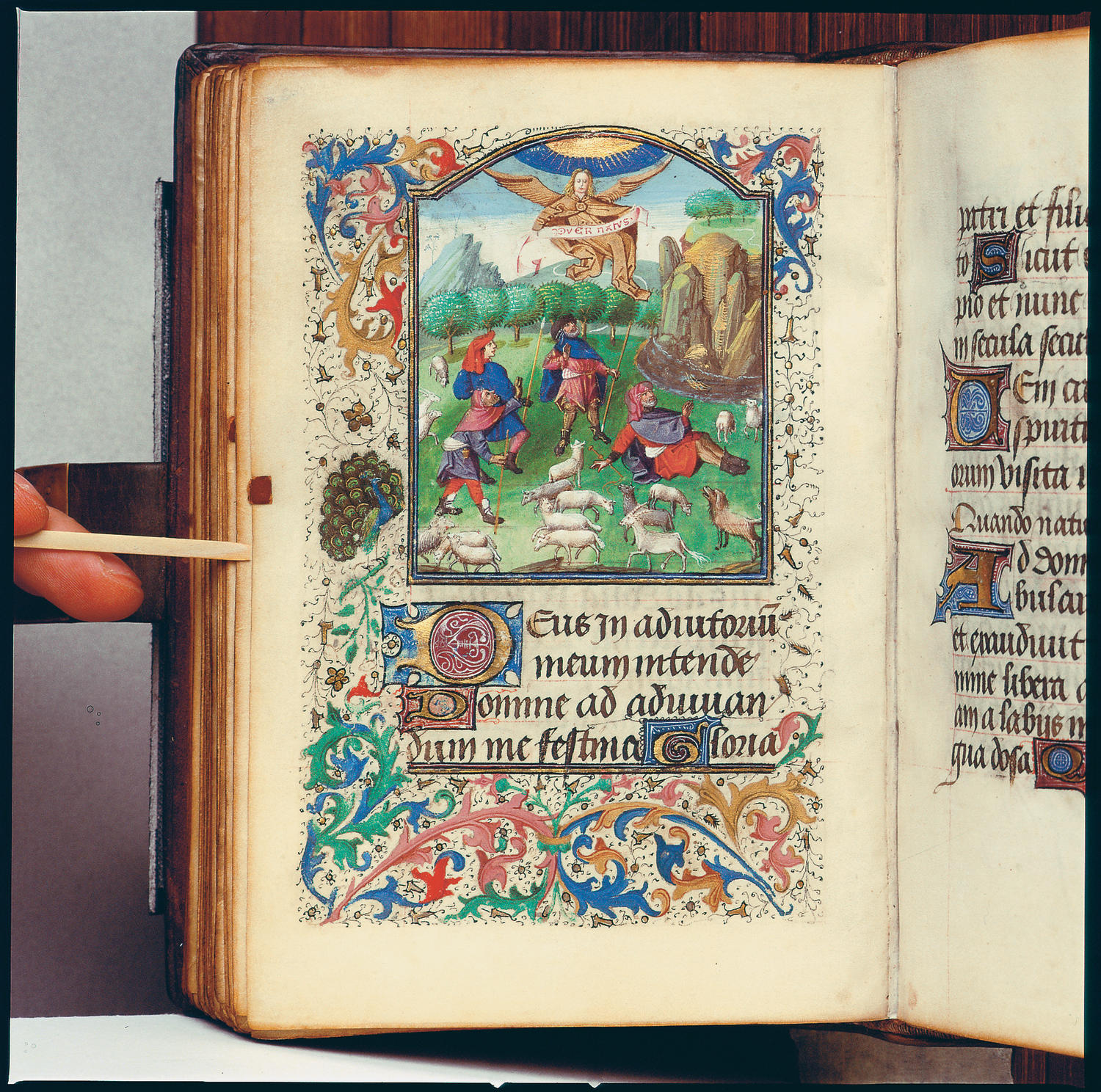
f103v: Aankondiging aan de herders
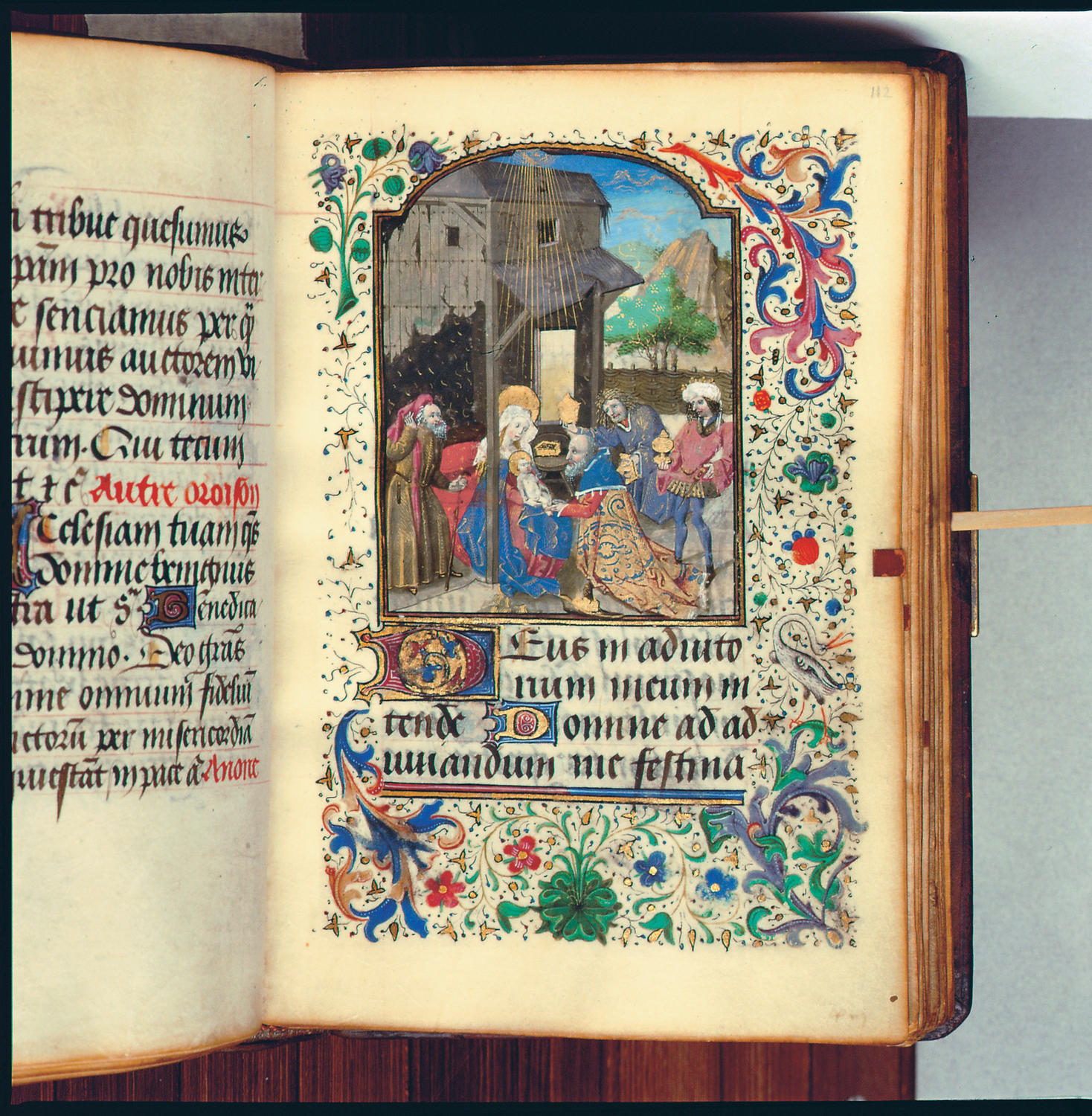
f112v: De aanbidding der wijzen
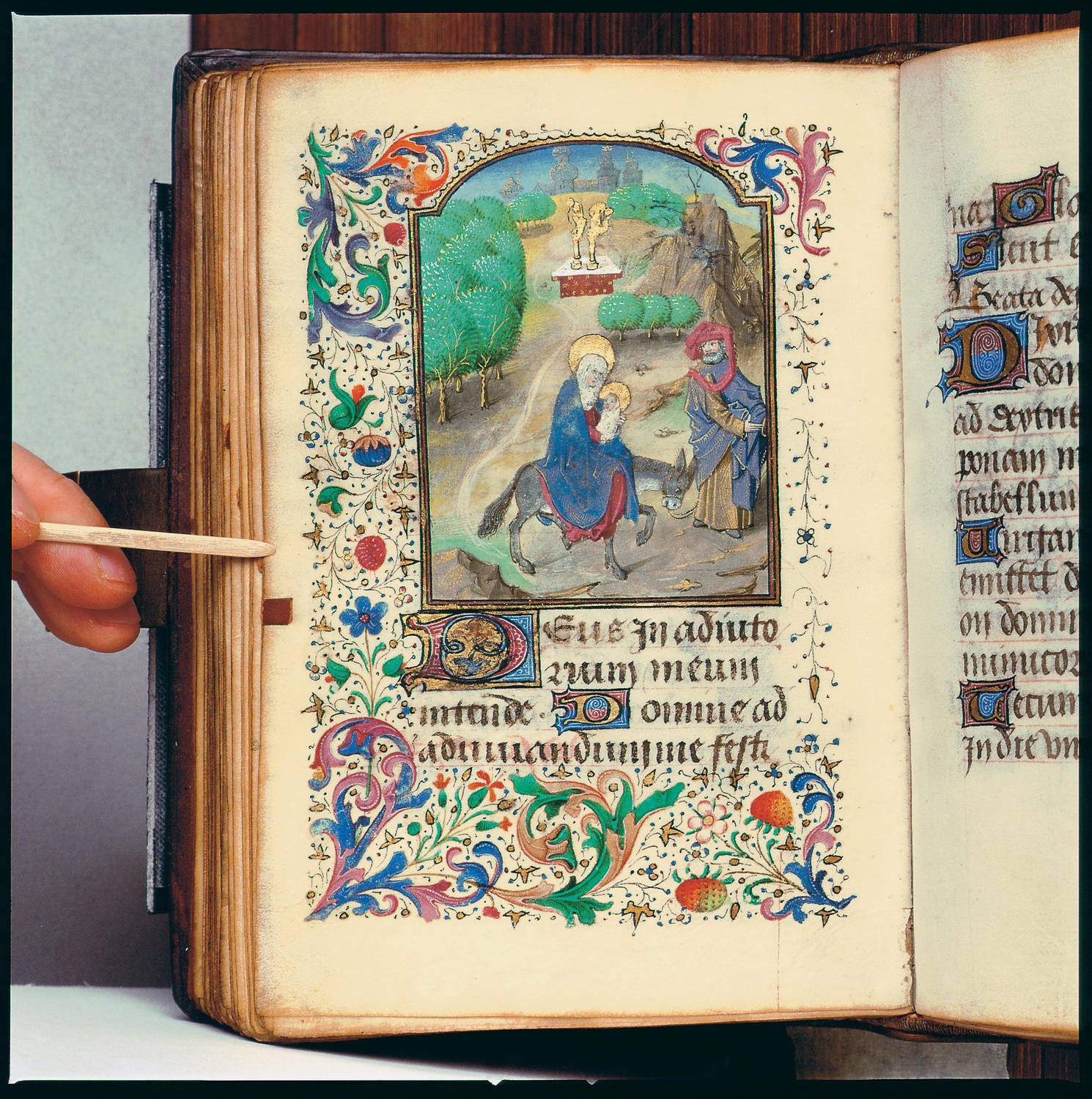
f116v: De vlucht naar Egypte
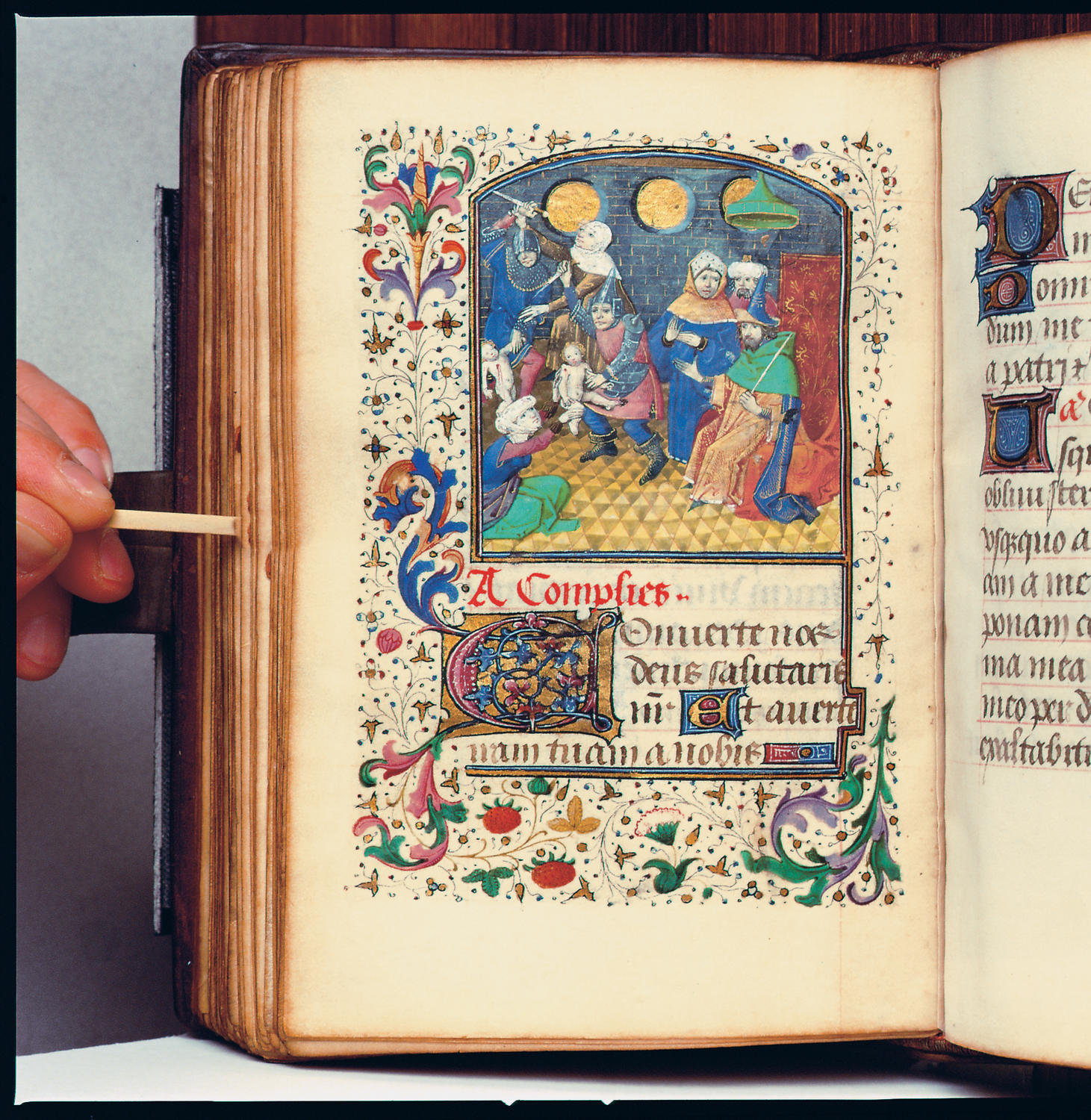
f125v: Moord op de onnozele kinderen

De traditionele Franse versie van de verluchting van de Mariagetijden ziet er als volgt uit:
- Metten: De annunciatie
- Lauden: Visitatie
- Priem: Geboorte van Christus
- Terts: Aankondiging aan de herders
- Sext: Aanbidding der wijzen
- None: Opdracht in de tempel
- Vesper: De vlucht naar Egypte
- Completen: De kroning van Maria

Volgens de Vlaamse traditie werd de vesper meestal aangekondigd met de ‘Moord op de onnozele kinderen’ en de completen met de ‘Vlucht naar Egypte’.
Het Tavernier Getijdenboek gebruikt een variante op de Vlaamse cyclus, waarbij de ‘Opdracht in de tempel’ gebruikt werd bij de sext (niet meer in het handschrift aanwezig) en de ‘Aanbidding der wijzen’ bij de none. Ook de ‘Kindermoord te Bethlehem’ en de ‘Vlucht naar Egypte’ zijn van plaats verwisseld en werden hier geplaatst bij respectievelijk de vesper en de completen. Andere getijdenboeken van Tavernier (Den Haag en Parijs, BNF, ms.nouv.acq. lat. 3225) hebben eveneens de ongebruikelijke plaats voor de ‘Vlucht naar Egypte’.
De verluchting van de Mariagetijden wordt toegeschreven aan Jan Tavernier en werd gerealiseerd in de derde uitvoeringsfase van het handschrift, behalve voor de annunciatieminiatuur die uit de eerste verluchtingsfase zou stammen.

### De evangelies
De miniaturen bij de uittreksels van de evangelies behoren tot de eerste verluchtingsfase die uitgevoerd werd door Jan Tavernier. We vinden de volgende taferelen die telkens de evangelist voorstellen in gezelschap van zijn symbool.
- f16r: De heilige Johannes op Patmos
- f18r: De heilige Lucas schildert Maria
- f23r: De heilige Marcus schrijvend aan zijn evangelie in gezelschap van zijn symbooldier, de leeuw
- f27r: De heilige Mattheus schrijvend in gezelschap vaneen engel.

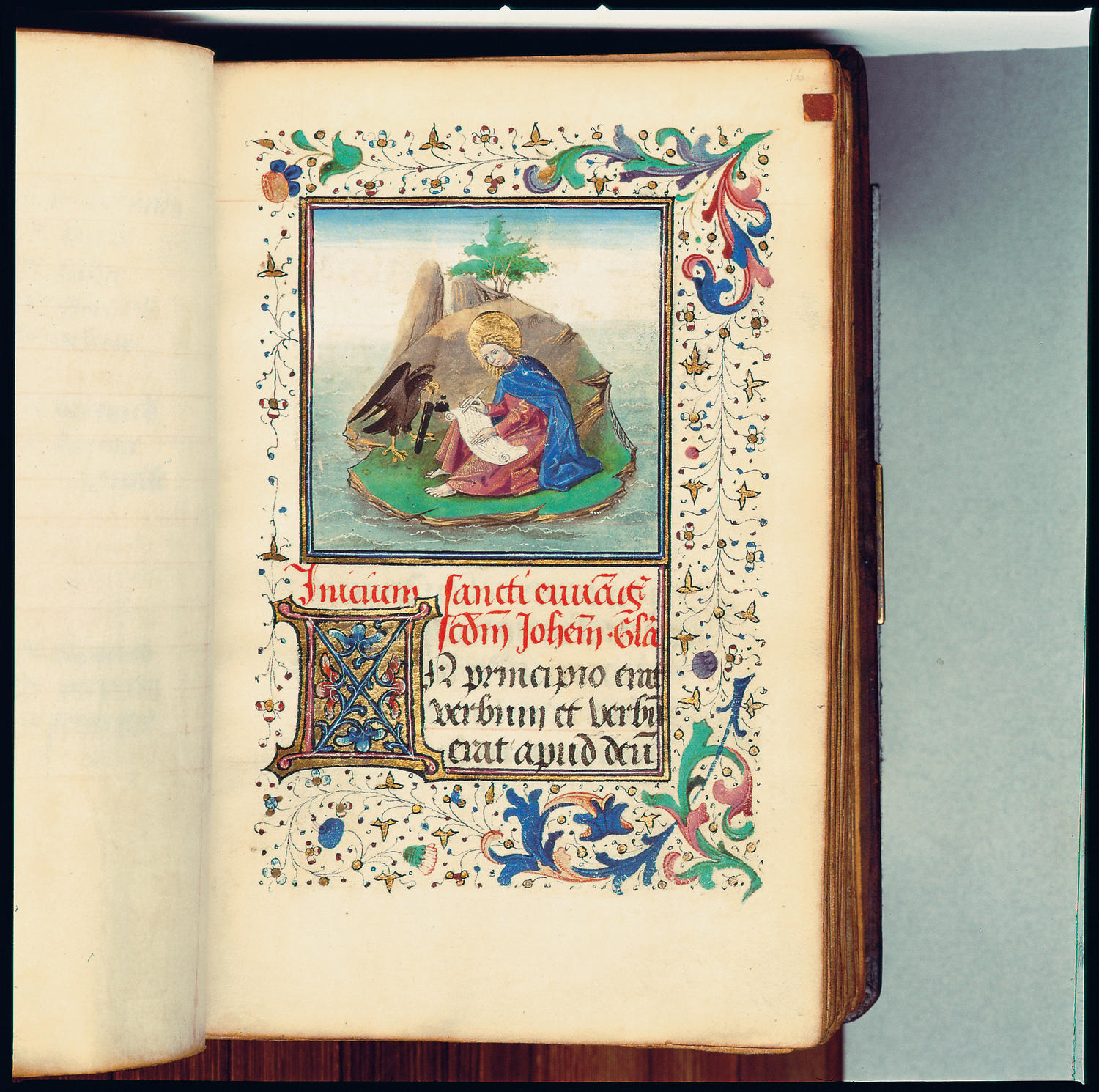
f16r: De heilige Johannes op Patmos
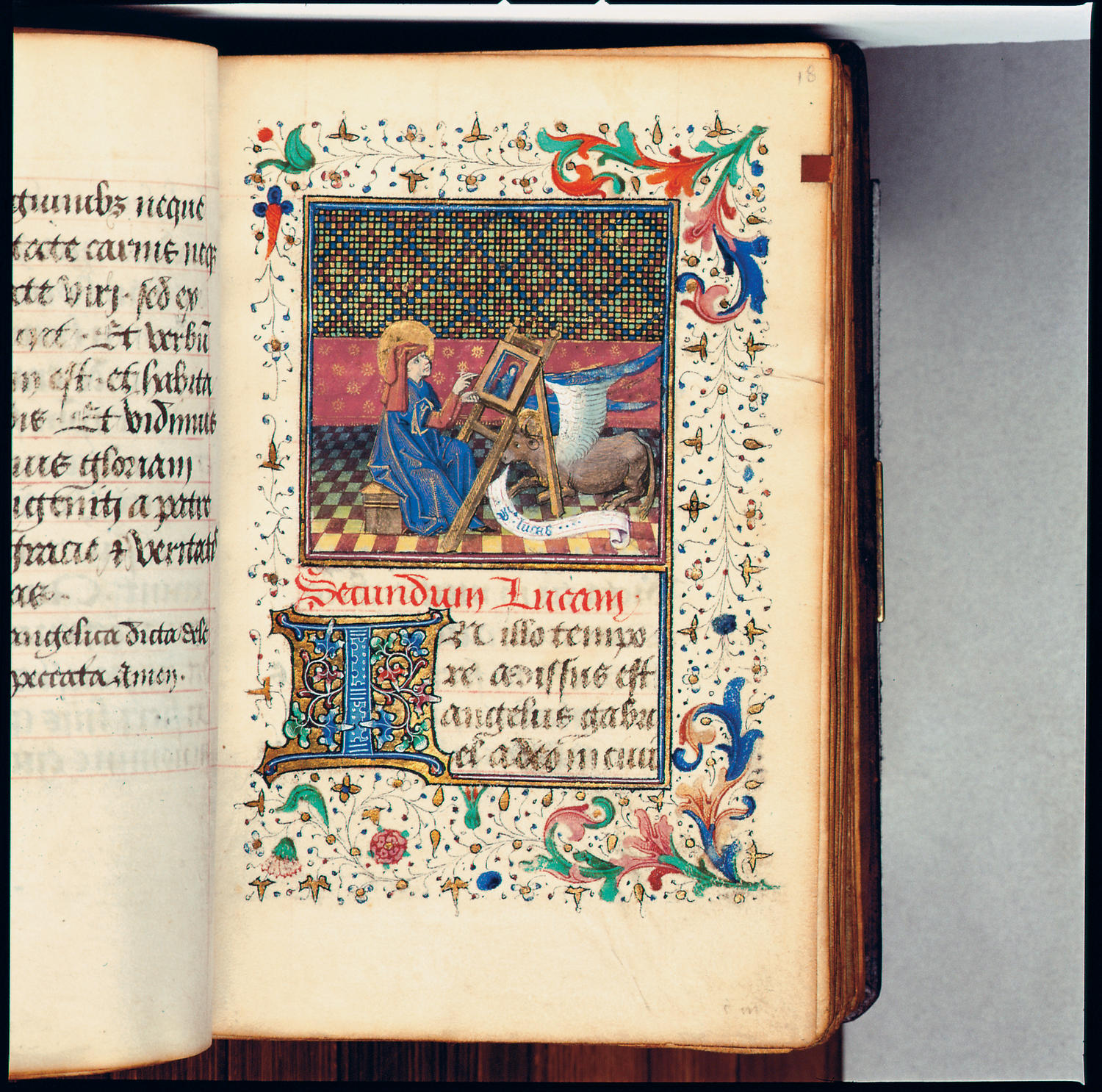
f18r: De heilige Lucas schildert Maria
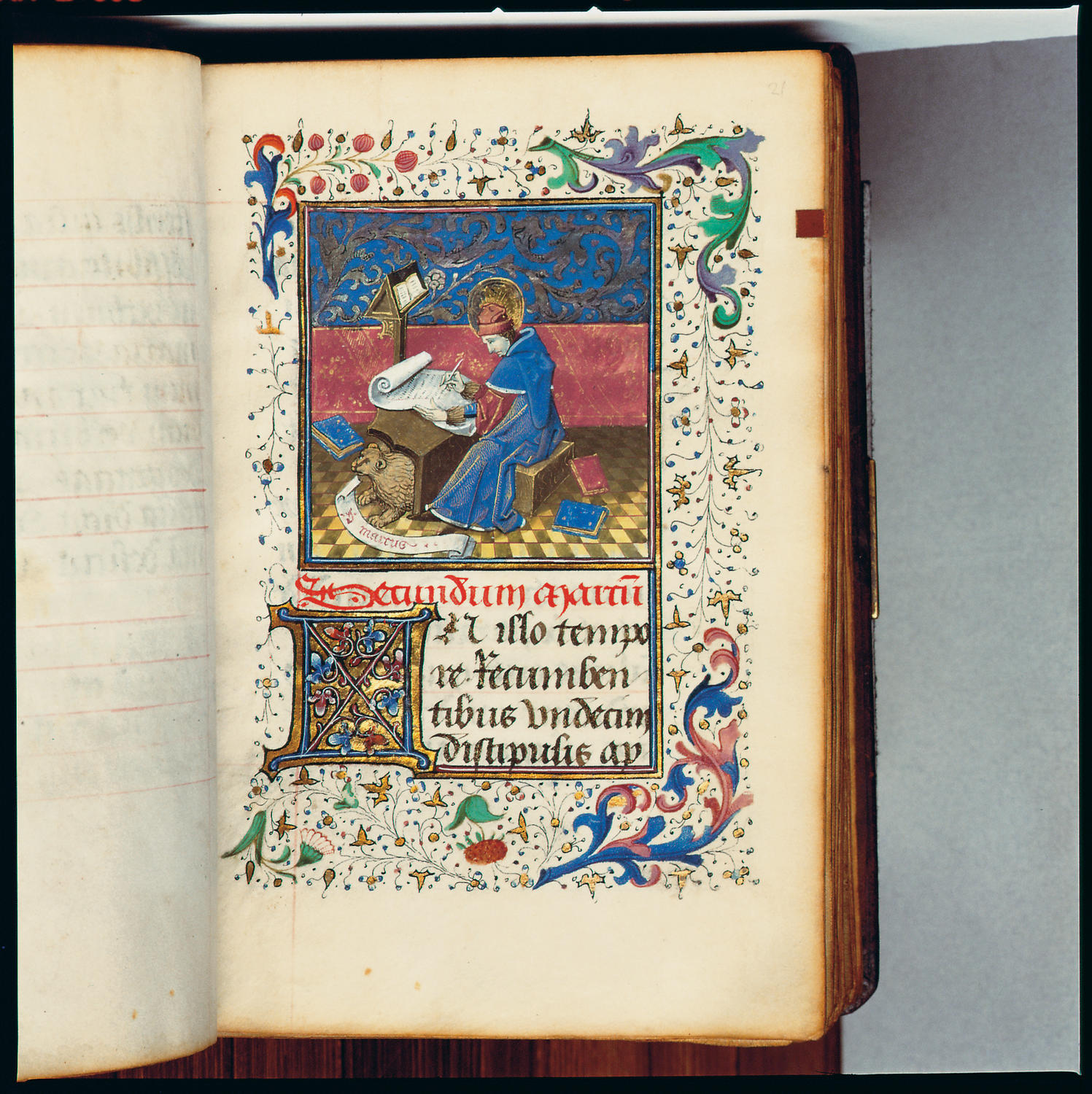
De heilige Marcus schrijvend aan zijn evangelie in gezelschap van zijn symbooldier, de leeuw
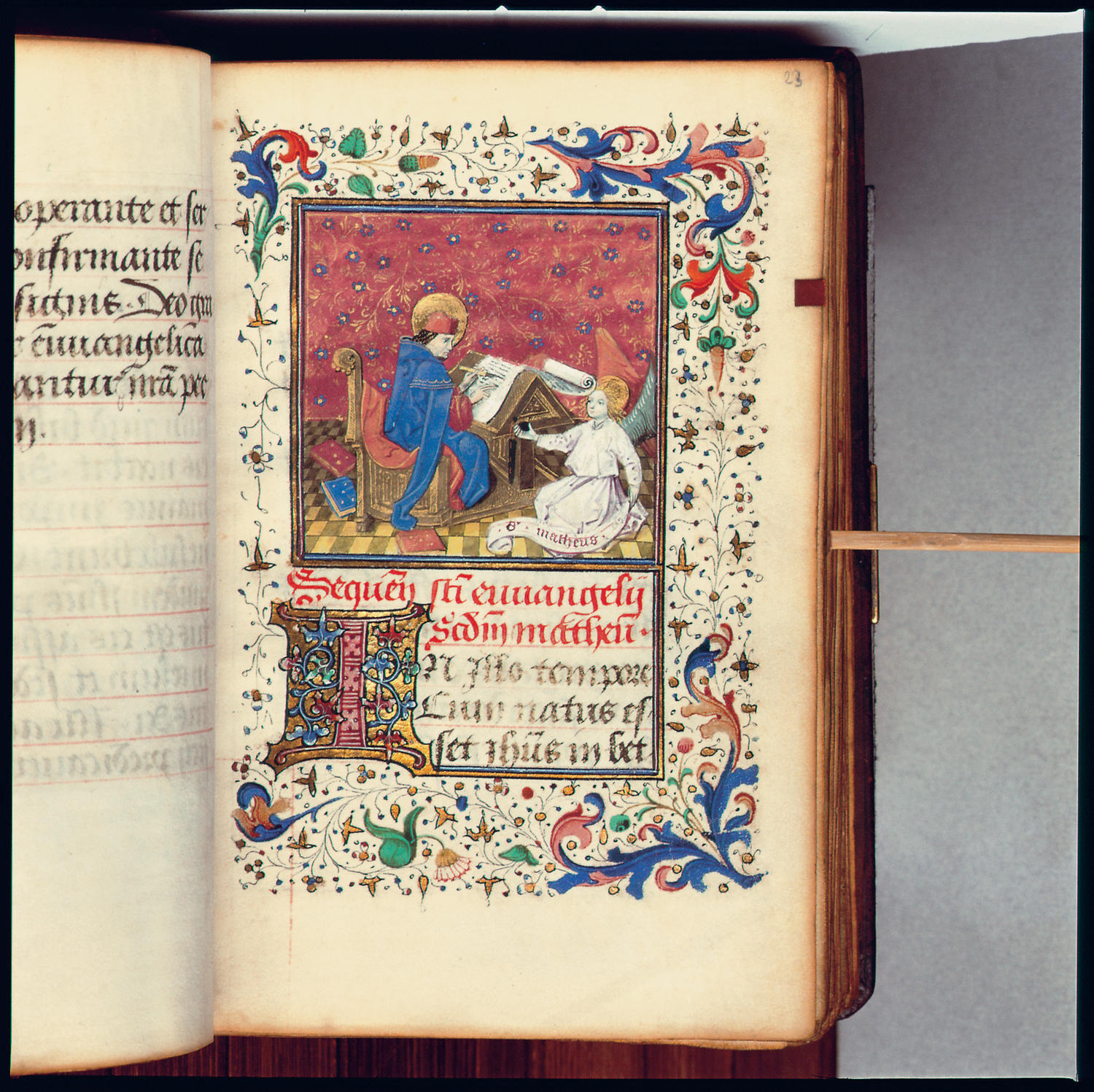
De heilige Mattheus schrijvend in gezelschap vaneen engel

De fragmenten zijn zoals gebruikelijk passages waarin de komst van Christus werd beschreven, namelijk voor Johannes het kerstverhaal (I, 1-14), bij Lucas de Annunciatie (I, 26-38), bij Mattheus de aanbidding der wijzen (lI, 1-12) en bij Marcus de zending van de apostelen (KW, 14-20).

### Gebeden
De illustraties van de gebeden tot bepaalde heiligen werden aangevat door Tavernier en later vervolledigd door Loyset Liédet geassisteerd door een anonieme miniaturist. De lijst van de illustraties bij de gebeden en de miniaturist kan men hieronder vinden:
- f27r: H. Christoffel - Tavernier
- f28r: H. Barbara - Tavernier
- f30r: H. Kwinten - Anoniem
- f31r: H. Nicolaas - Liédet
- f34r: H. Sebastianus - Anoniem
- f35r: H. Adrianus - Liédet
- f37r: H. Antonius - Liédet
- f39r: Maria met Kind bij het Obsecro te - Tavernier
- f46r: Opdrachtgever in gebed tot God de Vader (bij de bijzondere gebeden) - Tavernier
- f52r: Opdrachtgever die de communie ontvangt (bij de bijzondere gebeden) - Tavernier
- f55r: Opdrachtgever in gebed voor de monstrans (bij de bijzondere gebeden) – Liédet

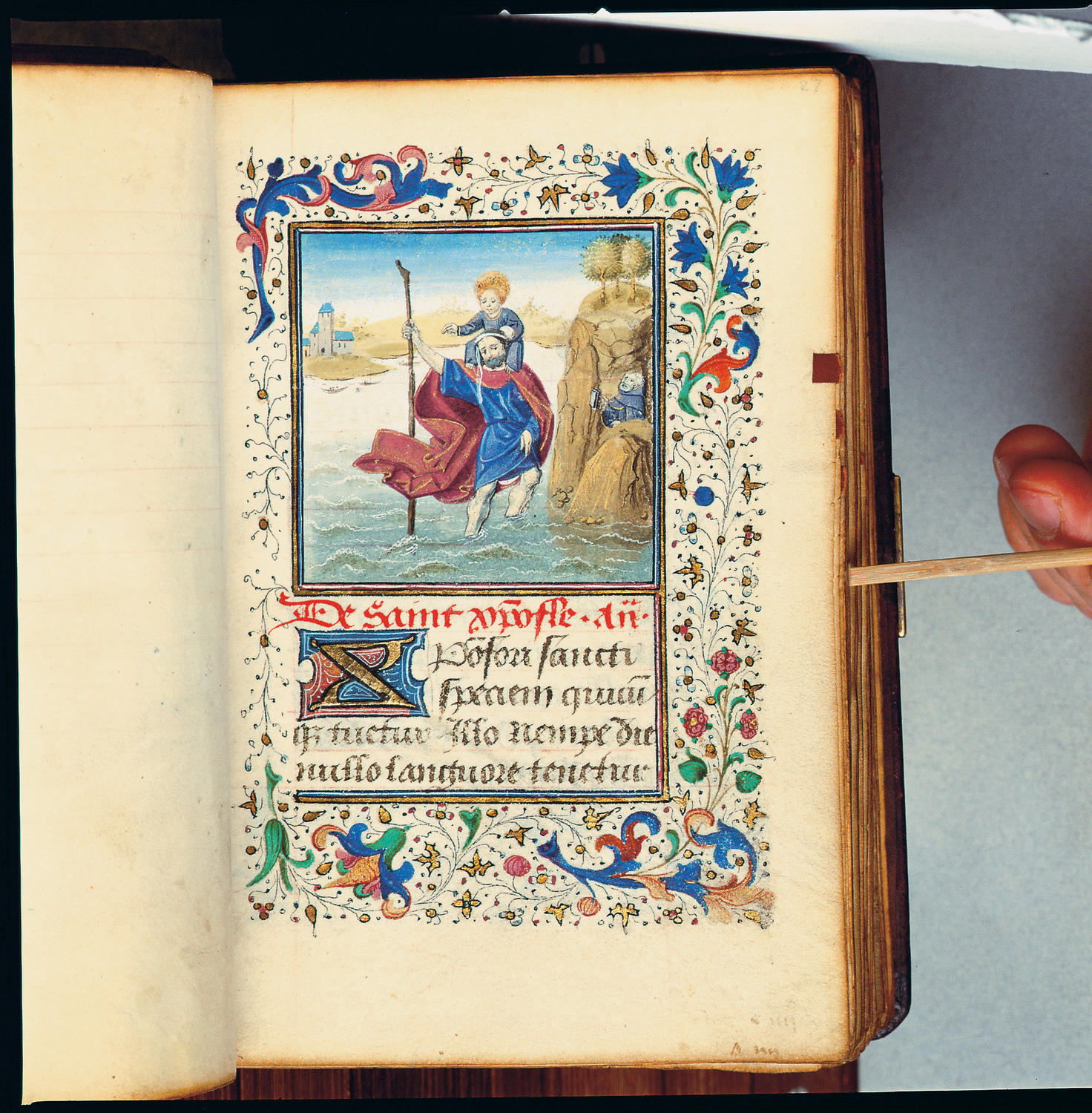
f27r: H. Christoffel
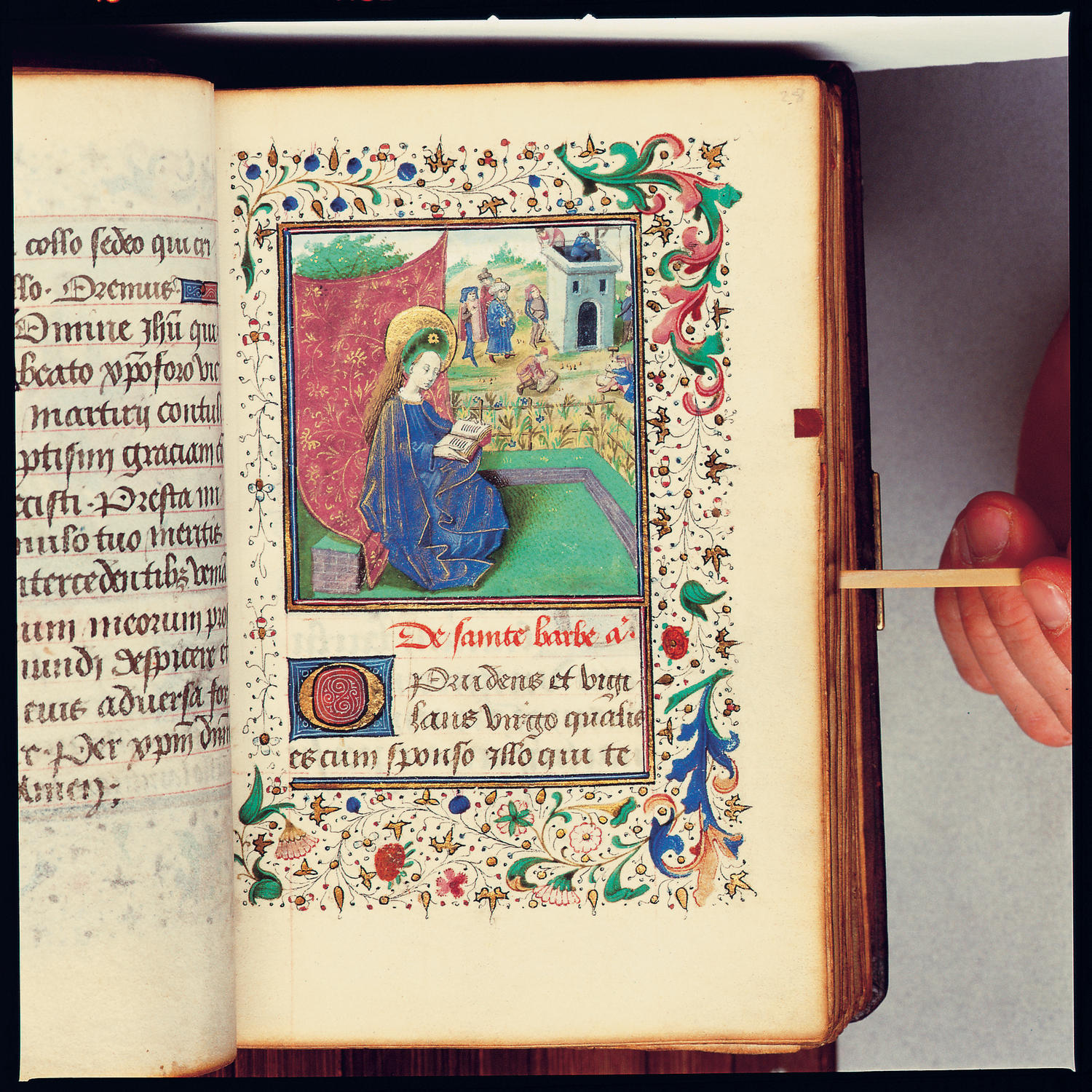
f28r: H. Barbara
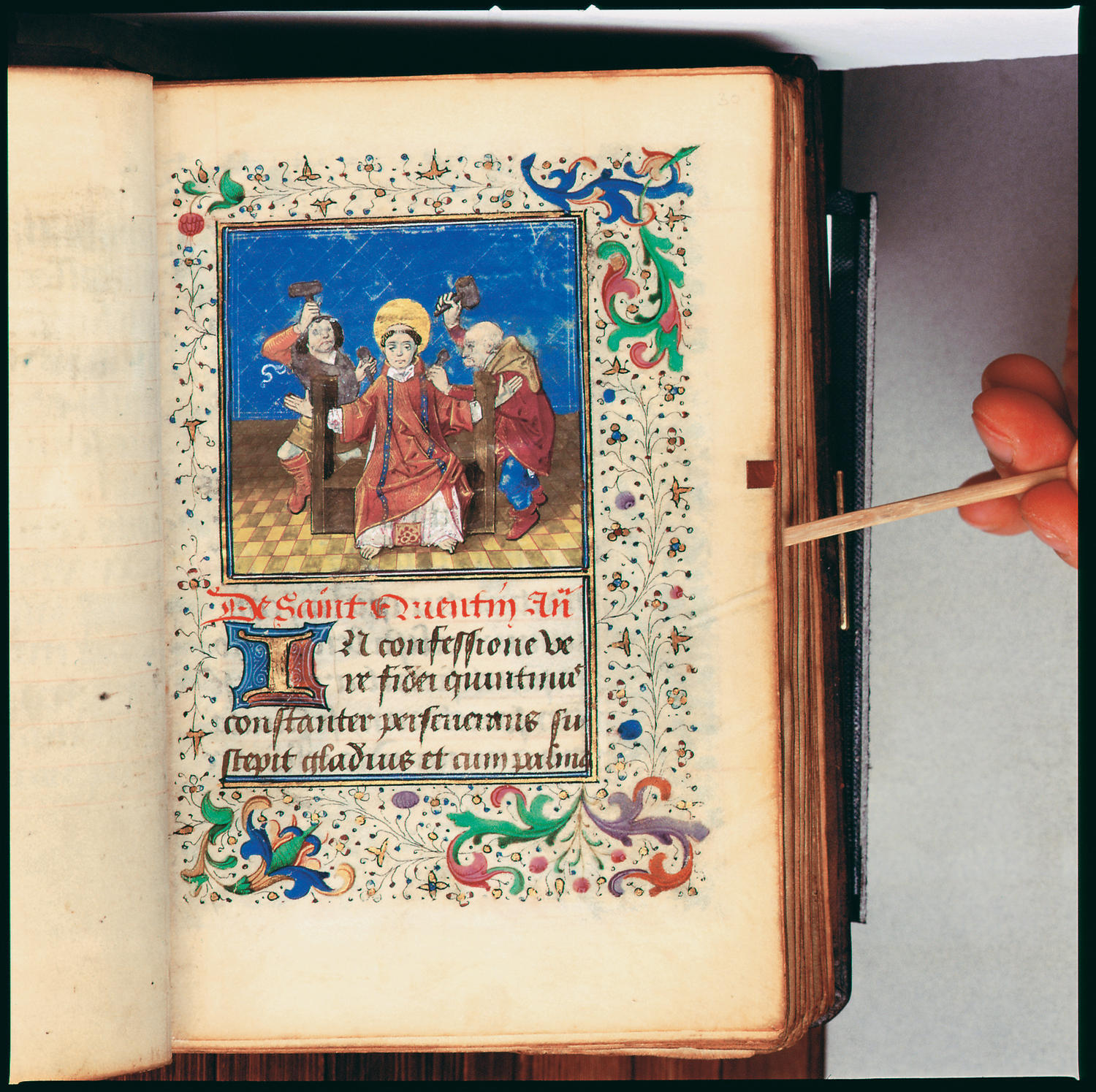
f30r: H. Kwinten
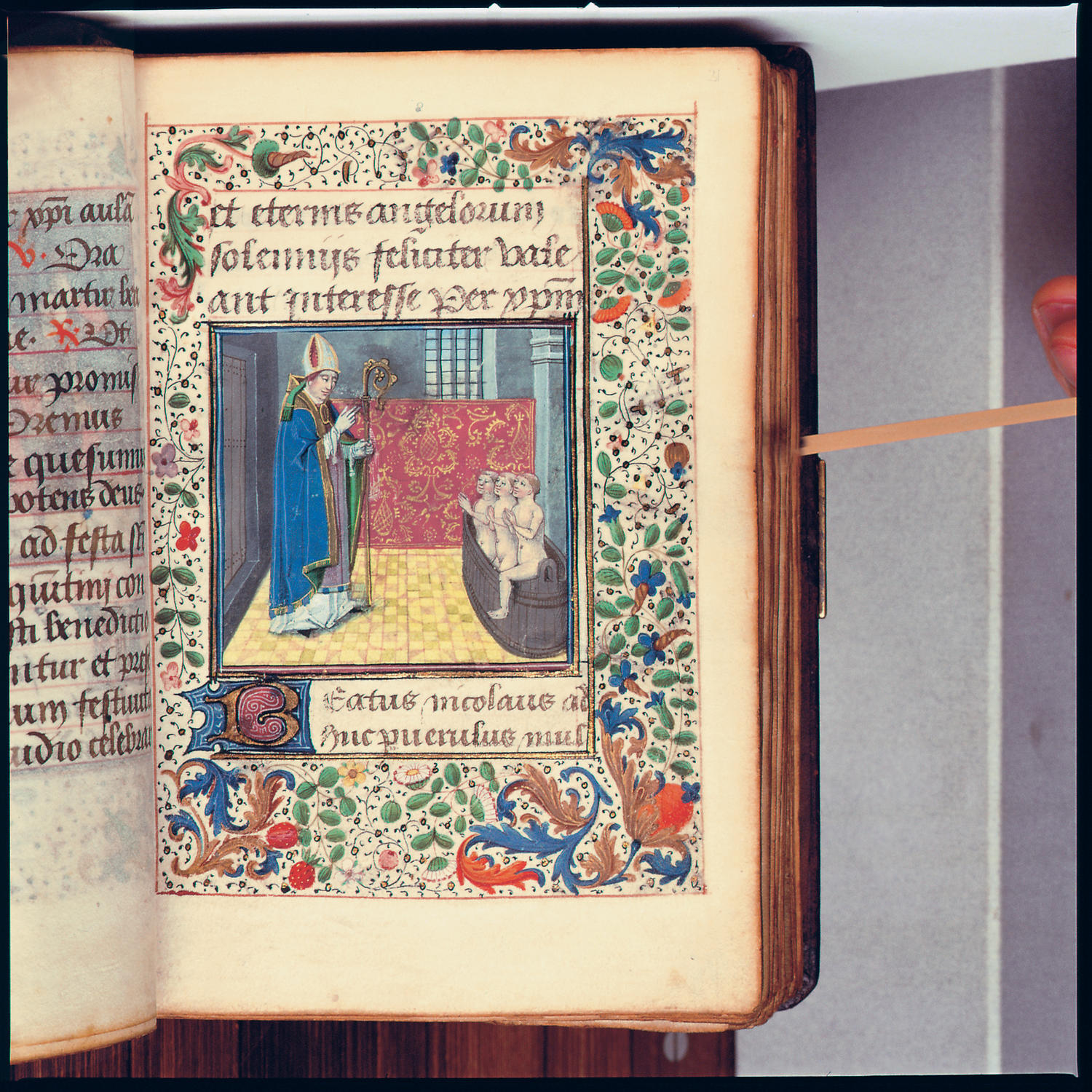
f31r: H. Nicolaas
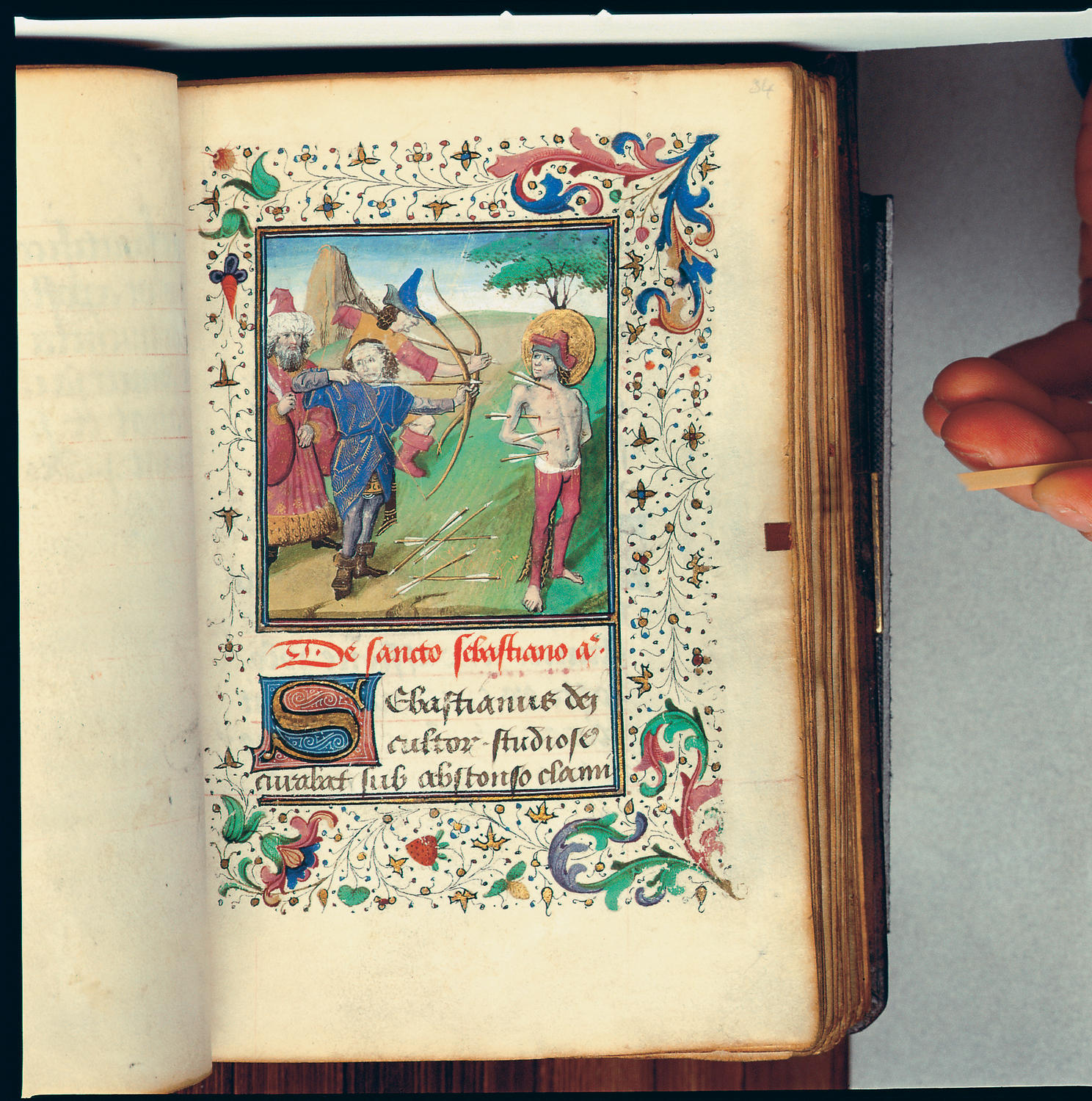
f34r: H. Sebastiaan
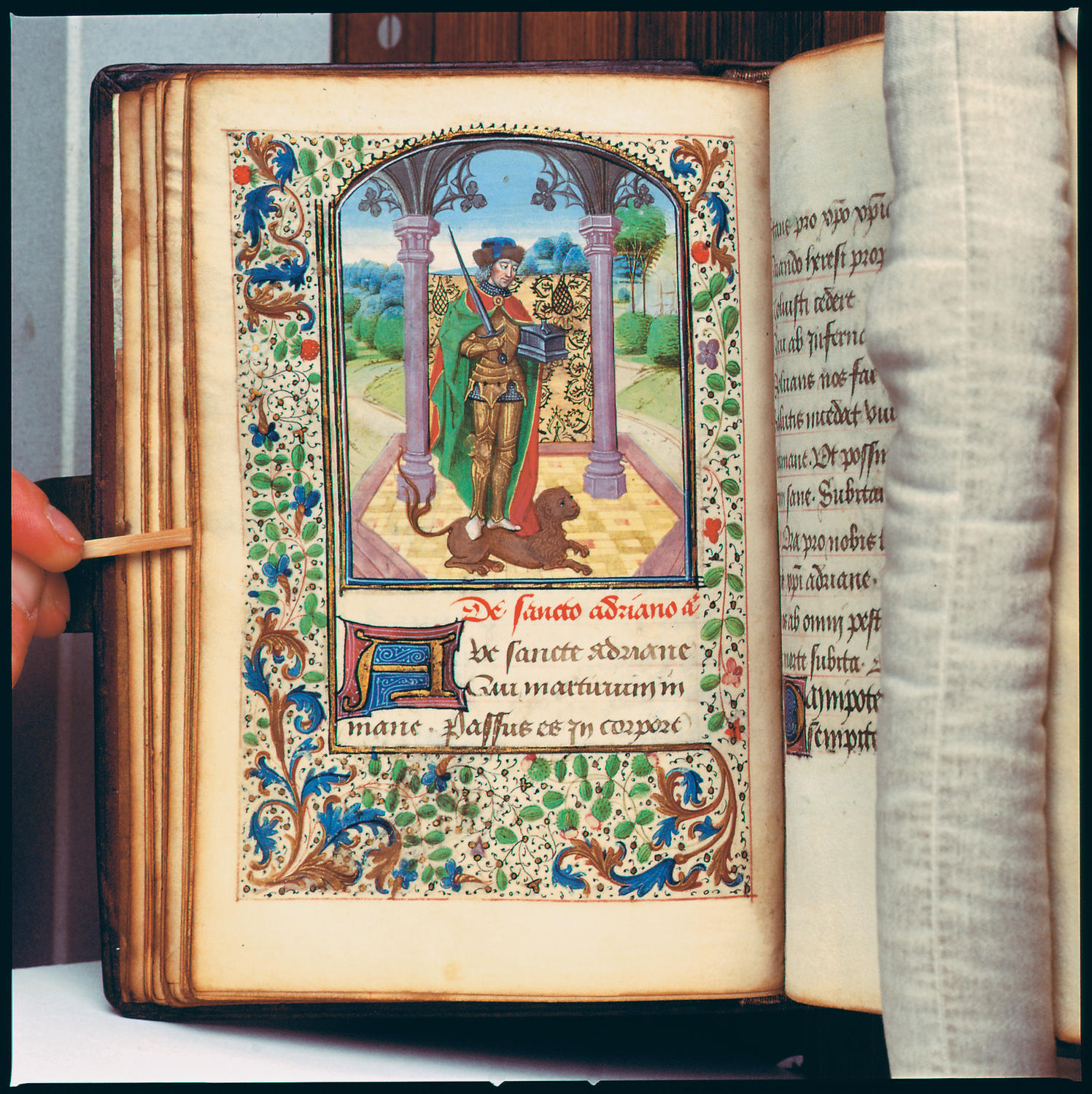
f35r: H. Adrianus
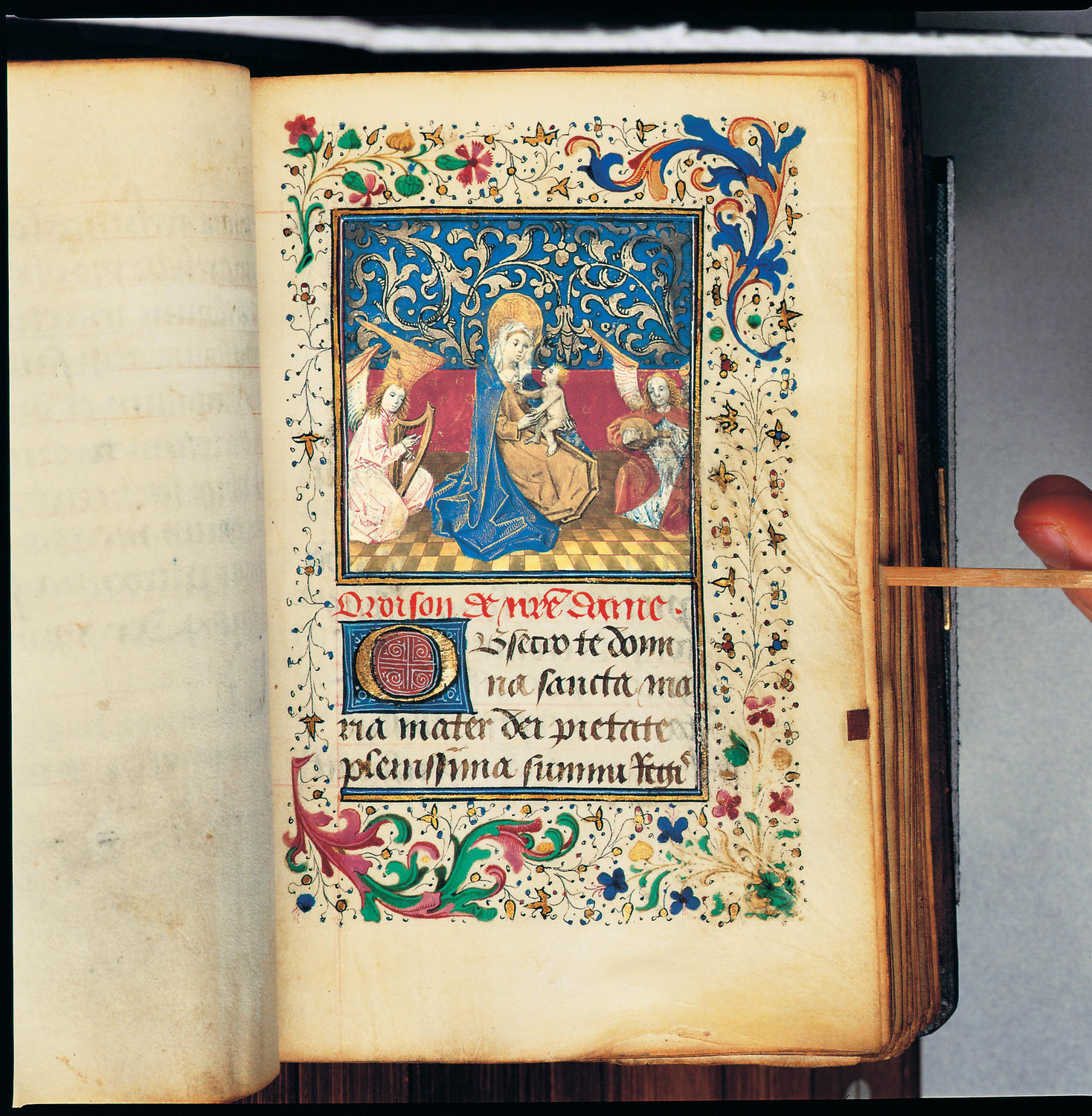
f39r: Maria met Kind bij het Obsecro te
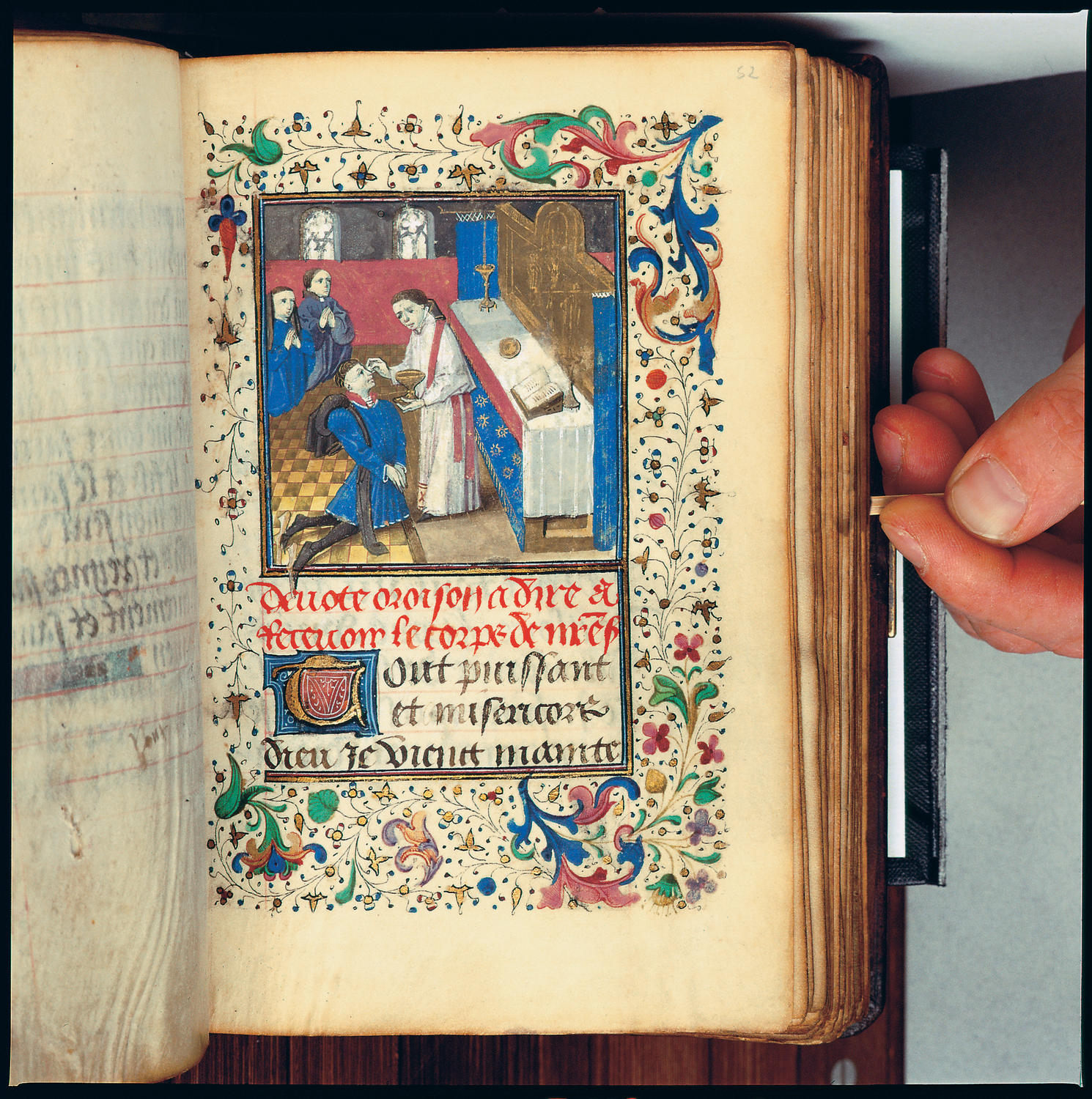
f52r: Opdrachtgever die de communie ontvangt (bij de bijzondere gebeden)
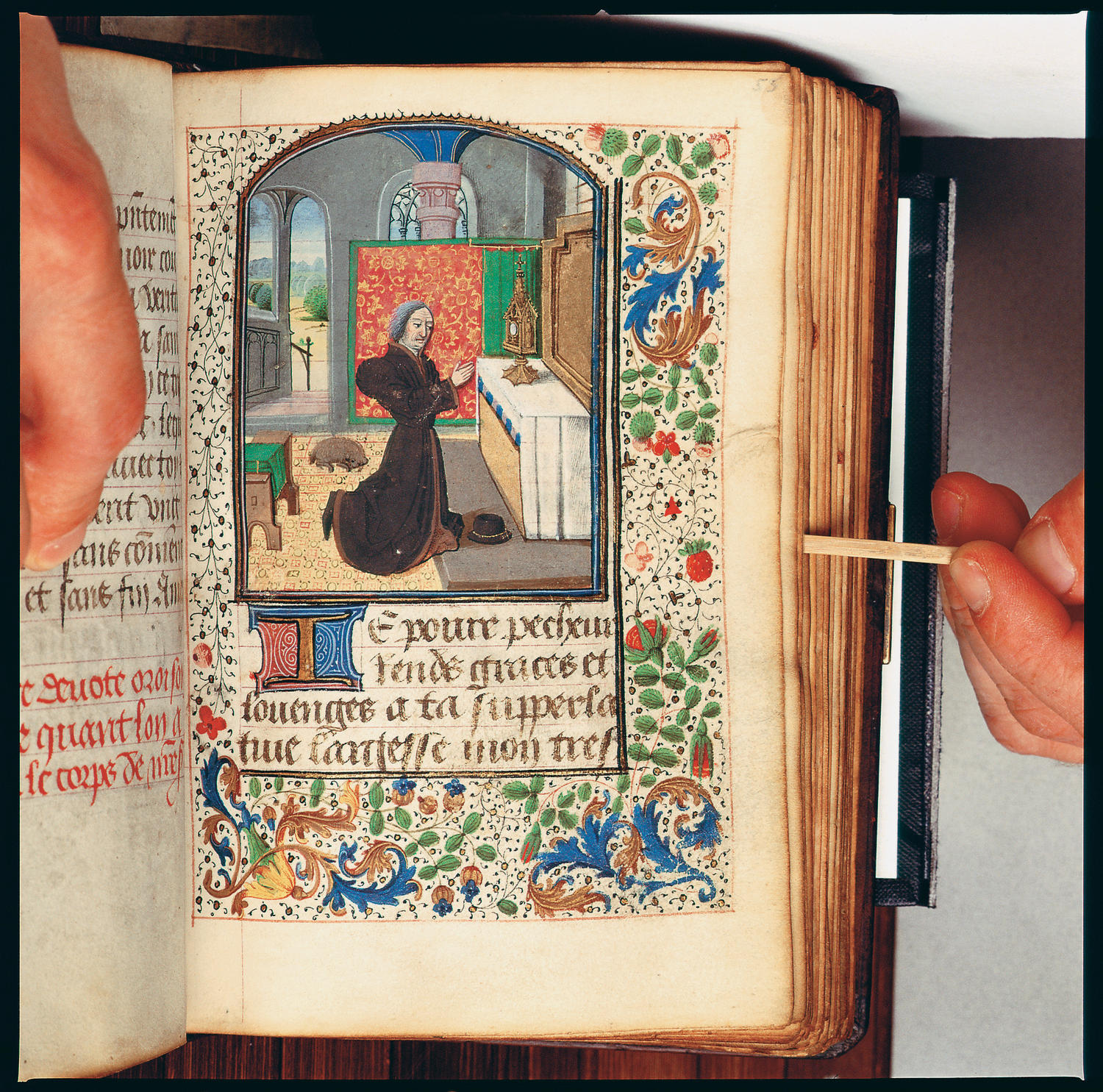
f55r: Opdrachtgever in gebed voor de monstrans (bij de bijzondere gebeden)

De miniaturen van Liédet en de anonieme kunstenaar werden gerealiseerd tijdens de tweede verluchtingsfase, die van Tavernier kunnen we situeren in de eerste verluchtingsfase.

### Getijden van het H. Kruis
De Kruisgetijden worden ingeleid met een grote miniatuur bij de metten met de Gevangenneming van Christus (f64r) uit de eerste verluchtingsfase door Jan Tavernier. De andere gebedsstonden worden aangekondigd met een gehistoriseerde initiaal van de hand van Tavernier. De samenvatting vindt men in de lijst hieronder.
- f65v: Priem, Christus voor Pilatus
- f67r: Terts: Geseling van Christus
- f67v: Sext: Kruisdraging
- f68v: None: Kruisiging
- f69v: Vespers: Graflegging

De Kruisgetijden zijn van het korte type met slechts een hymne, een antifoon en een gebed dit in tegenstelling tot de getijden van het lange type waarin een aantal psalmen en lezingen voorkomt.

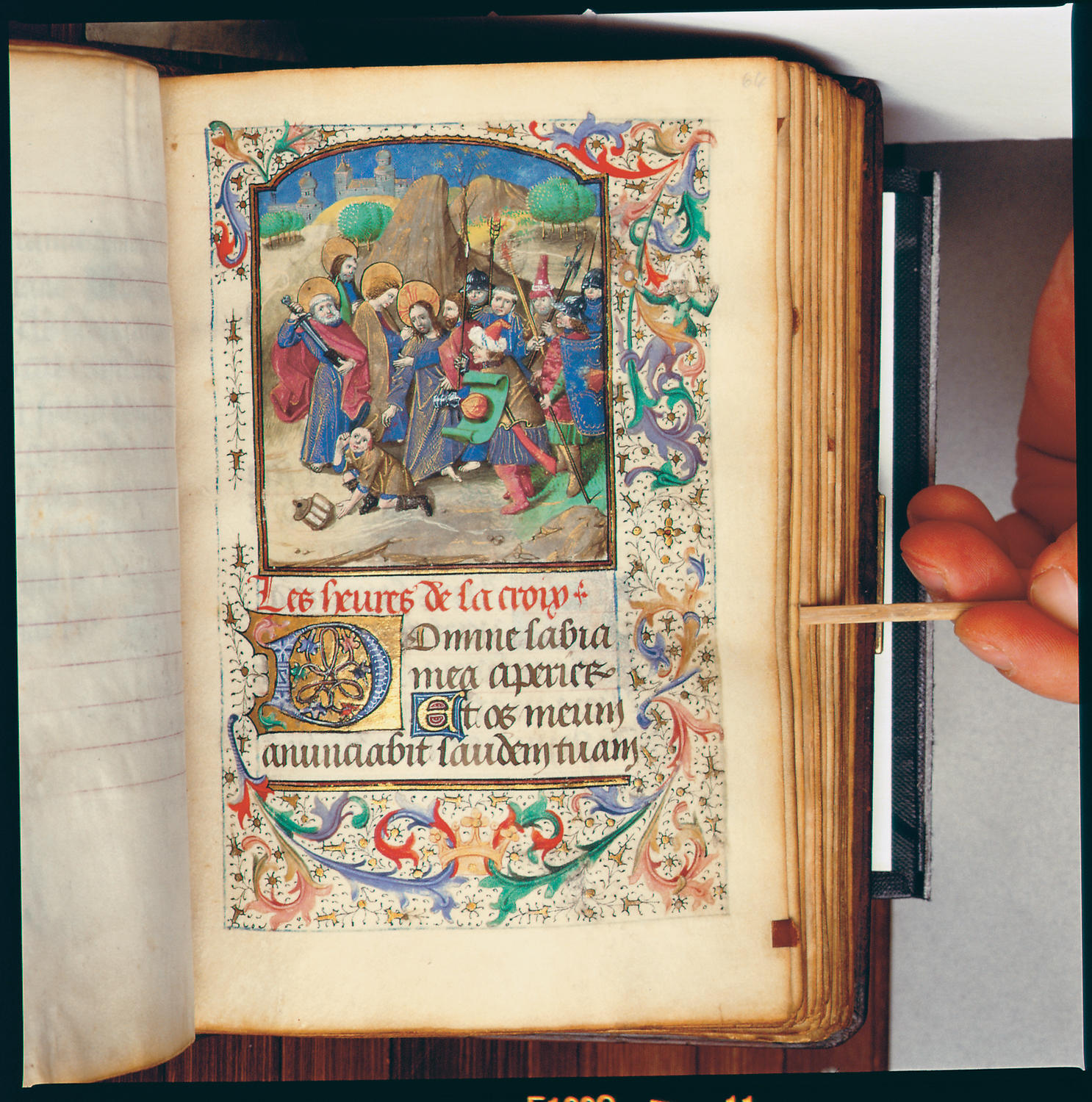
f64r: Gevagenneming van Christus

### Overige secties
- Bij de getijden van de H. Geest (ff.58r-62v) is geen illustratie bewaard gebleven.
- Het gebed tot de Drievuldigheid is geïllustreerd met een miniatuur van Tavernier stammend uit de eerste verluchtingsfase, die de Drievuldigheid voorstelt.
- Het dodenofficie wordt ingeleid met een miniatuur (f157r) van de hand van Tavernier, uit de derde verluchtingsfase, die een rouwtafereel voorstelt.
- De laatste sectie met gebeden begint met een miniatuur van Liédet (tweede verluchtingsfase) die de opdrachtgever in gebed voorstelt (f179r).

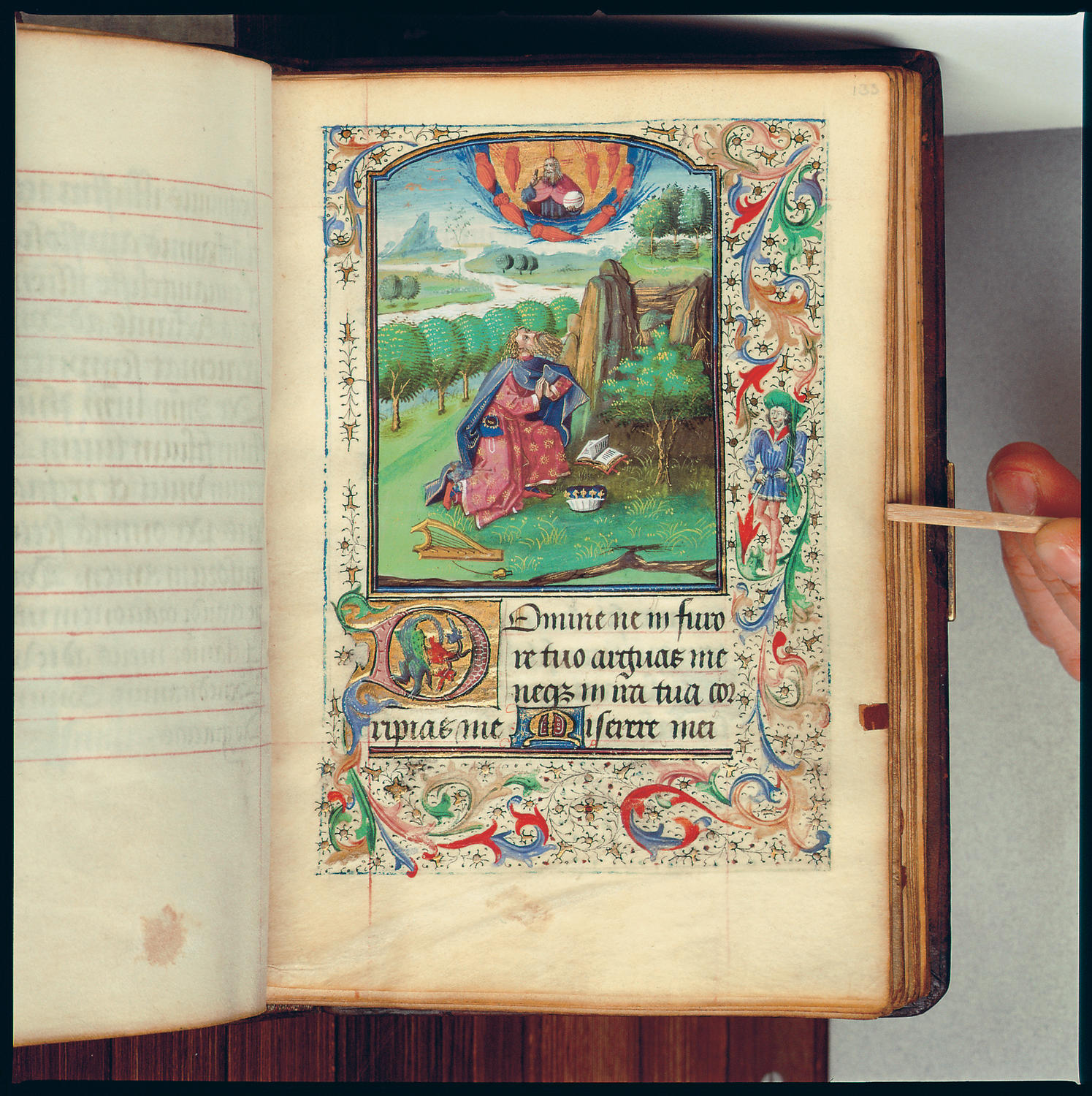
f135r: Boetepsalmen - Koning David biddend tot God
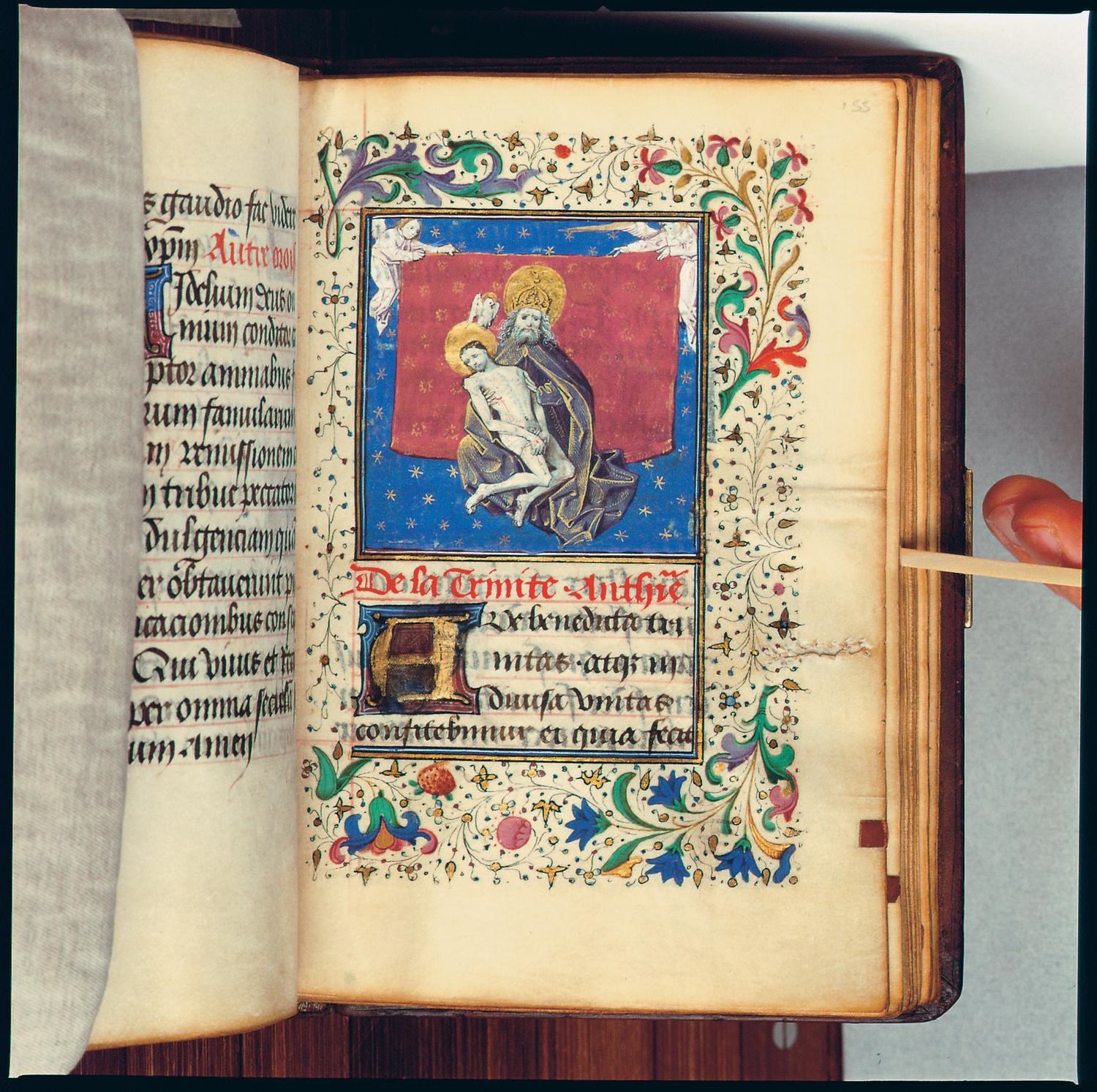
f155r: De Heilige Drievuldigheid
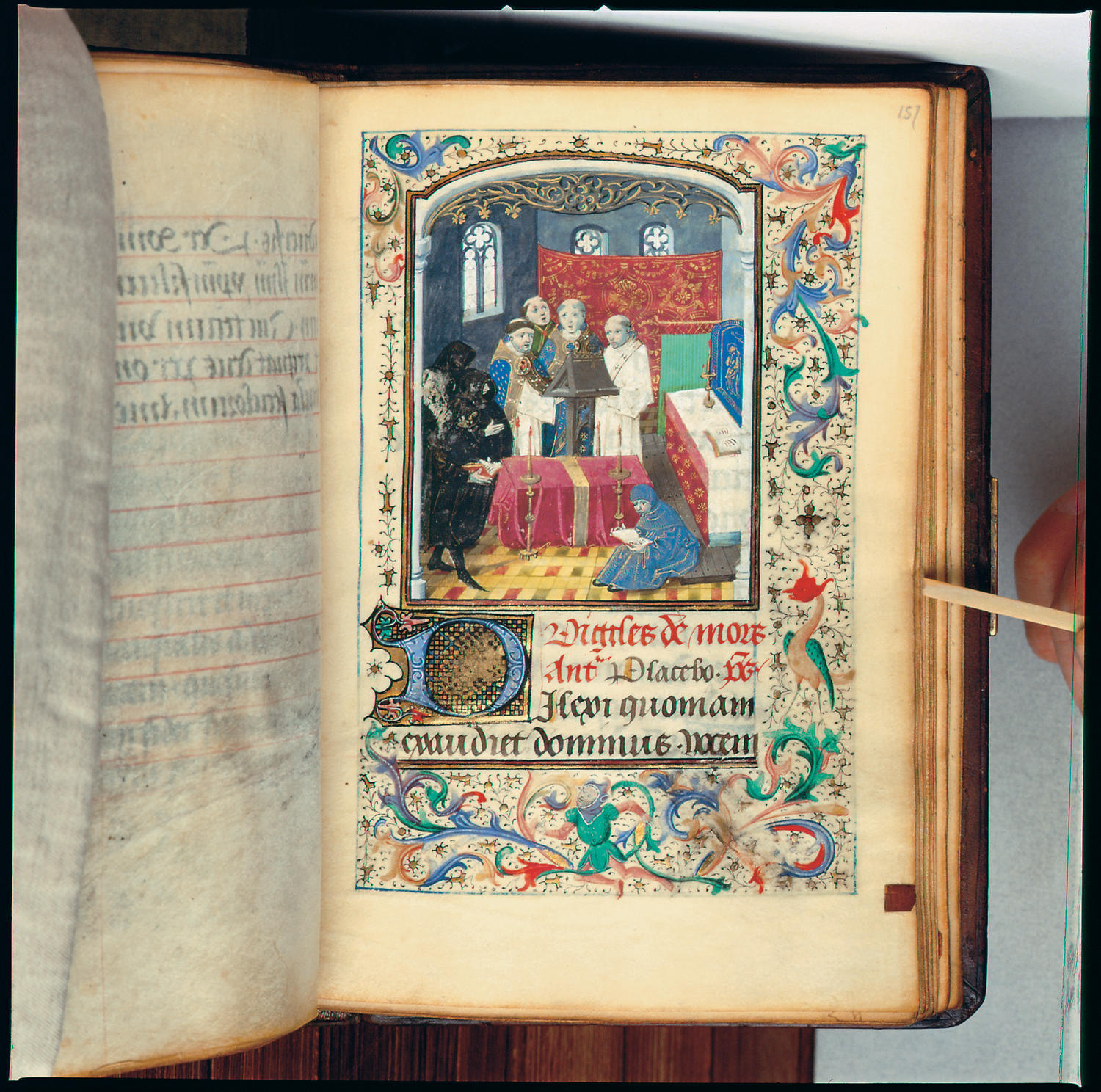
f157r: Dodenofficie
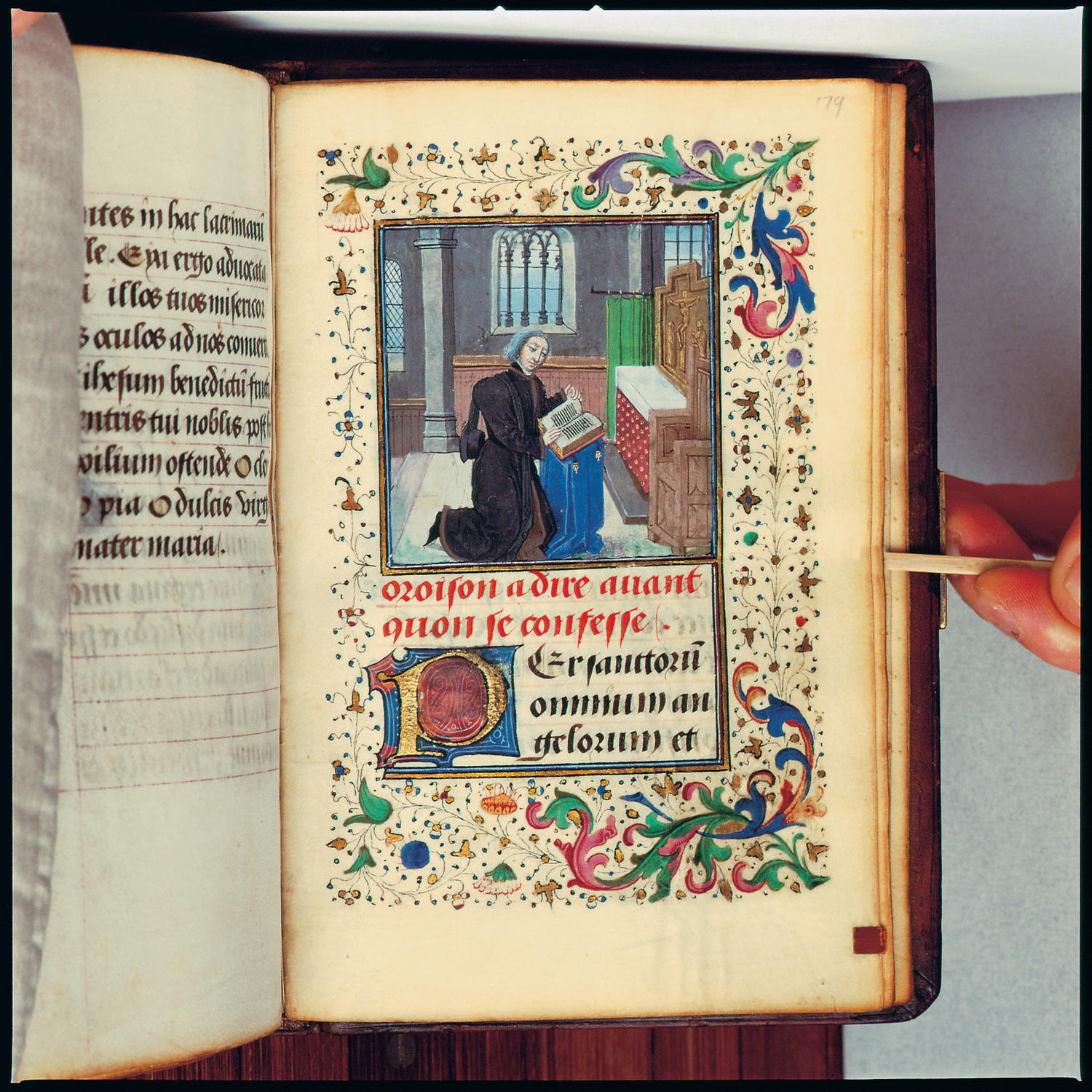
f179r: Opdrachtgever in gebed

## De verluchters

### Jan Tavernier
De eerste miniaturist die aan het handschrift werkte was Jan Tavernier (of Jan de Tavernier), een Vlaams verluchter die werkte in het tweede en derde kwart van de 16e eeuw in Oudenaarde, Doornik, Gent en Rijsel. Tussen 1454 en 1460 duikt zijn naam regelmatig op in de rekeningen van de Bourgondische hertog Filips de Goede. Zijn meest bekende werk is de ‘Croniques et conquêtes de Charlemain’ waarin de miniaturen in grisaille weren uitgevoerd, een specialiteit van Tavernier. Zijn stijl is sterk beïnvloed werd door Robert Campin alias de Meester van Flémalle. Bij de definitieve afwerking van het handschrift in de derde fase, werden waarschijnlijk delen uit een ander getijdenboek verlucht door Tavernier gebruikt om het werk te vervolledigen.

### Loyset Liédet
Als bij het overlijden van Filips de Goede in 1467 kreeg Loyset Liédet van Karel de Stoute de opdracht om de verluchting af te werken. Loyset Liédet was afkomstig uit Hesdin in Artesië. Hij werd door Karel de Stoute op grote schaal ingezet voor het afwerken van handschriften die bij het overlijden van zijn vader onafgewerkt waren nagelaten. Hij illustreerde een impressionant aantal handschriften voor de hertog op enkele jaren tijd. De enorme productie van Liédet wijst erop dat hij zich liet assisteren door andere miniaturisten. Ook in dit manuscript was dit het geval, twee van de miniaturen zijn van de hand van een anonieme meester wiens stijl volgens de kunsthistorici vergelijkbaar is met die van de Manselmeester.

## Boekband
Het is vrij uitzonderlijk dat oude handschriften werden teruggevonden met hun originele boekband. Bij het Getijdenboek van Tavernier is dit wel het geval. De band was het werk van Anthonius van Gavere, een boekbinder die in 1459 lid werd van het gilde te Brugge en er overleed in 1505. Van deze boekbinder zijn momenteel een twaalftel banden bekend. De boekbinder heeft zijn werk gesigneerd met een Latijnse tekst tussen de ingestempelde versieringen op het voor- en achterplat. De band is in de loop der tijden minstens tweemaal gerestaureerd.

## Weblinks
- (nl)  De Getijden van Tavernier: KBR, ms. IV 1290, o.l.v. Dominique Allard e.a. - Brussel: Koning Boudewijnstichting (PDF-formaat)
- (nl)  De Getijden van Tavernier op de Erfgoed-website